# Nevers
Pour les articles homonymes, voir Nevers (homonymie).
Nevers /nə.vɛʁ/ est une commune du centre de la France, située dans le département de la Nièvre en région Bourgogne-Franche-Comté.
Nevers est le chef-lieu du département de la Nièvre et la cinquième plus grande ville de Bourgogne, après Dijon, Chalon-sur-Saône, Auxerre et Mâcon.
Capitale de la province du Nivernais sous l'Ancien Régime, elle est désignée comme préfecture du département de la Nièvre lors de la réorganisation territoriale de 1790. Le Petit Larousse indique « Nivernais » comme gentilé mais la mairie utilise le terme « Neversois » de façon à différencier les habitants de la ville des habitants du Nivernais.
Dotée d'un patrimoine historique remarquable, d'un important ensemble patrimonial médiéval (église Saint-Étienne, cathédrale Saint-Cyr-et-Sainte-Julitte), Renaissance (palais ducal) ou contemporain (église Sainte-Bernadette du Banlay), la ville est affiliée au réseau national des villes d'art et d'histoire.

## Géographie

### Localisation
La ville est située au confluent de la Nièvre et de la Loire, à quelques kilomètres de l'Allier (affluent de la Loire). À voir : le panorama du Bec d'Allier, qui offre une vue sur la confluence entre la Loire et l'Allier. Elle occupe un site de butte sur la rive droite de la Loire.

### Communes limitrophes
Les communes limitrophes sont Saint-Éloi, Sermoise-sur-Loire, Challuy, Coulanges-lès-Nevers, Marzy et Varennes-Vauzelles.
| Varennes-Vauzelles |         | Coulanges-lès-Nevers |
| Marzy              | Nevers  | Saint-Éloi           |
|                    | Challuy | Sermoise-sur-Loire   |

### Climat
Pour des articles plus généraux, voir Climat de la Bourgogne-Franche-Comté et Climat de la Nièvre.
En 2010, le climat de la commune est de type climat océanique dégradé des plaines du Centre et du Nord, selon une étude du Centre national de la recherche scientifique s'appuyant sur une série de données couvrant la période 1971-2000. En 2020, Météo-France publie une typologie des climats de la France métropolitaine dans laquelle la commune est exposée à un climat océanique altéré et est dans la région climatique Centre et contreforts nord du Massif Central, caractérisée par un air sec en été et un bon ensoleillement.
Pour la période 1971-2000, la température annuelle moyenne est de 11,1 °C, avec une amplitude thermique annuelle de 16 °C. Le cumul annuel moyen de précipitations est de 815 mm, avec 11,9 jours de précipitations en janvier et 7,9 jours en juillet. Pour la période 1991-2020, la température moyenne annuelle observée sur la station météorologique de Météo-France la plus proche, « Varennes-boulor », à Varennes-Vauzelles à 2 km à vol d'oiseau, est de 11,9 °C et le cumul annuel moyen de précipitations est de 854,7 mm. 
La température maximale relevée sur cette station est de 41,8 °C, atteinte le 10 août 2003 ; la température minimale est de −13,8 °C, atteinte le 1er mars 2005,,.
| Mois                                  | jan.           | fév.           | mars           | avril         | mai             | juin           | jui.          | août           | sep.          | oct.          | nov.             | déc.          | année      |
| ------------------------------------- | -------------- | -------------- | -------------- | ------------- | --------------- | -------------- | ------------- | -------------- | ------------- | ------------- | ---------------- | ------------- | ---------- |
| Température minimale moyenne (°C)     | 0,8            | 0,6            | 2,6            | 4,9           | 8,8             | 12,1           | 13,8          | 13,5           | 10,1          | 7,8           | 3,8              | 1,4           | 6,7        |
| Température moyenne (°C)              | 4              | 4,7            | 8,1            | 11,2          | 15              | 18,6           | 20,6          | 20,3           | 16,2          | 12,4          | 7,4              | 4,4           | 11,9       |
| Température maximale moyenne (°C)     | 7,1            | 8,9            | 13,7           | 17,4          | 21,2            | 25,1           | 27,3          | 27,1           | 22,3          | 17            | 10,9             | 7,5           | 17,1       |
| Record de froid (°C) date du record   | −13,4 13.01.03 | −13,6 09.02.12 | −13,8 01.03.05 | −5 14.04.19   | −0,8 08.05.1997 | 2,9 14.06.1995 | 5 14.07.1998  | 3,5 30.08.1993 | 0 30.09.1995  | −4,3 25.10.03 | −10,9 24.11.1998 | −13 24.12.01  | −13,8 2005 |
| Record de chaleur (°C) date du record | 15,5 06.01.14  | 21,9 27.02.19  | 26,4 16.03.12  | 30,5 21.04.18 | 33,8 27.05.05   | 38,7 27.06.11  | 41,4 25.07.19 | 41,8 10.08.03  | 36,8 14.09.20 | 29,1 12.10.18 | 23 02.11.20      | 17,1 17.12.19 | 41,8 2003  |
| Précipitations (mm)                   | 75,1           | 63,2           | 59,7           | 72,3          | 77,8            | 64,1           | 60            | 67             | 64            | 81,8          | 86,2             | 83,5          | 854,7      |

| Diagramme climatique                                  |            |             |             |             |              |            |            |            |           |             |            |
| J                                                     | F          | M           | A           | M           | J            | J          | A          | S          | O         | N           | D          |
| 7,10,875,1                                            | 8,90,663,2 | 13,72,659,7 | 17,44,972,3 | 21,28,877,8 | 25,112,164,1 | 27,313,860 | 27,113,567 | 22,310,164 | 177,881,8 | 10,93,886,2 | 7,51,483,5 |
| Moyennes : • Temp. maxi et mini °C • Précipitation mm |            |             |             |             |              |            |            |            |           |             |            |

Les paramètres climatiques de la commune ont été estimés pour le milieu du siècle (2041-2070) selon différents scénarios d'émission de gaz à effet de serre à partir des nouvelles projections climatiques de référence DRIAS-2020. Elles sont consultables sur un site dédié publié par Météo-France en novembre 2022.

## Urbanisme

### Typologie
Au 1er janvier 2024, Nevers est catégorisée centre urbain intermédiaire, selon la nouvelle grille communale de densité à sept niveaux définie par l'Insee en 2022.
Elle appartient à l'unité urbaine de Nevers, une agglomération intra-départementale regroupant huit  communes, dont elle est ville-centre,,. Par ailleurs la commune fait partie de l'aire d'attraction de Nevers, dont elle est la commune-centre,. Cette aire, qui regroupe 93 communes, est catégorisée dans les aires de 50 000 à moins de 200 000 habitants,.

### Occupation des sols

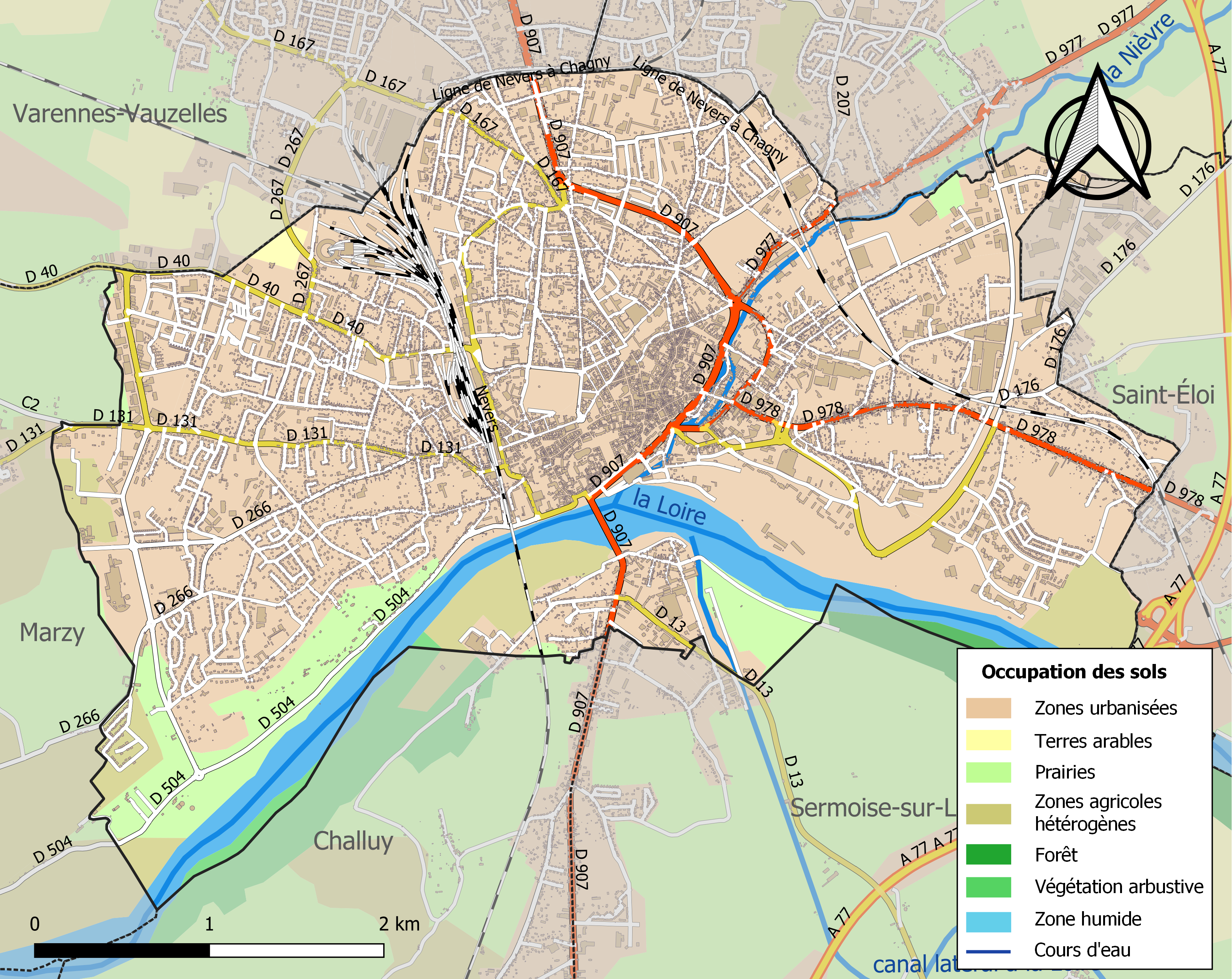
Carte des infrastructures et de l'occupation des sols de la commune en 2018 (CLC).

L'occupation des sols de la commune, telle qu'elle ressort de la base de données européenne d’occupation biophysique des sols Corine Land Cover (CLC), est marquée par l'importance des territoires artificialisés (81,6 % en 2018), en augmentation par rapport à 1990 (75,7 %). La répartition détaillée en 2018 est la suivante : zones urbanisées (61,1 %), zones industrielles ou commerciales et réseaux de communication (20,6 %), eaux continentales (6,3 %), prairies (6,2 %), zones agricoles hétérogènes (5,1 %), terres arables (0,3 %), forêts (0,3 %), milieux à végétation arbustive et/ou herbacée (0,2 %). L'évolution de l’occupation des sols de la commune et de ses infrastructures peut être observée sur les différentes représentations cartographiques du territoire : la carte de Cassini (XVIIIe siècle), la carte d'état-major (1820-1866) et les cartes ou photos aériennes de l'IGN pour la période actuelle (1950 à aujourd'hui).

### Aménagement et urbanisme

#### Morphologie urbaine
Nevers mène actuellement une opération de semi-piétonnisation de son hypercentre déjà interdit à la circulation automobile une journée par mois. Il s'agit de le protéger de la circulation de transit conformément à son classement parmi les zones de protection du patrimoine architectural, urbain et paysager (ZPPAUP).
Pour ce faire, quatre grands points de rabattement ont été aménagés, chacun aménagé de parcs de stationnement et conçu comme autant de portes d'entrée en ville :
- le pôle multimodal du quartier de la gare ;
- le réaménagement de l'ancienne caserne militaire Pittié : installation de l'école en soin infirmiers, du centre aquatique (2018), de sociétés tertiaires et du pôle numérique INKUB ;
- le réaménagement de l'ancien hôpital : bureaux, commerces, logement et pôle de santé, il prolonge le centre-ville ;
- aménagement en rond-point du carrefour du Pont-Cizeau facilitant ainsi le passage du centre-ville vers l'est de Nevers.

#### Le pont de Loire
Un pont est mentionné dès 1227 : trois ouvrages imparfaitement alignés et souvent emportés par les eaux de la Loire. Le Grand Pont traversait le bras navigable, côté ville, jusqu'à "l'île-aux-bœufs". Il est construit en pierre en 1535. Le pont Notre-Dame, en pierre en 1550, joignait une seconde île où était située la chapelle Notre-Dame du Bout-du-Pont. Enfin, le petit Pont de l'Official rejoignait la terre ferme. Le projet établi en 1763 considérait que le pont principal, représentant la partie nord, était en état suffisant pour ne pas nécessiter une reconstruction. Malgré cela il s’écroula en 1790 et fut donc remplacé par un pont provisoire en bois qui dura jusqu’en 1832. La partie sud qui remplace les deux derniers ponts est construite de 1770 à 1778. La partie nord est terminée en 1833. Le pont est construit par tronçons en grès de Coulandon et mesure 350 mètres. Il est formé de 14 arches flanquées de fortes piles qui ont parfaitement résisté aux grandes crues du XIXe siècle. Cette entrée de la ville est importante pour son image. En effet la vue de Nevers à cette entrée est la plus représentée. Elle permet d'y trouver, selon l'angle de vue, le pont, le fleuve ligérien, les quais de Loire, la cathédrale, la tour Goguin, les sentiers de promenade le long de la Loire.

### Lieux-dits, écarts, quartiers

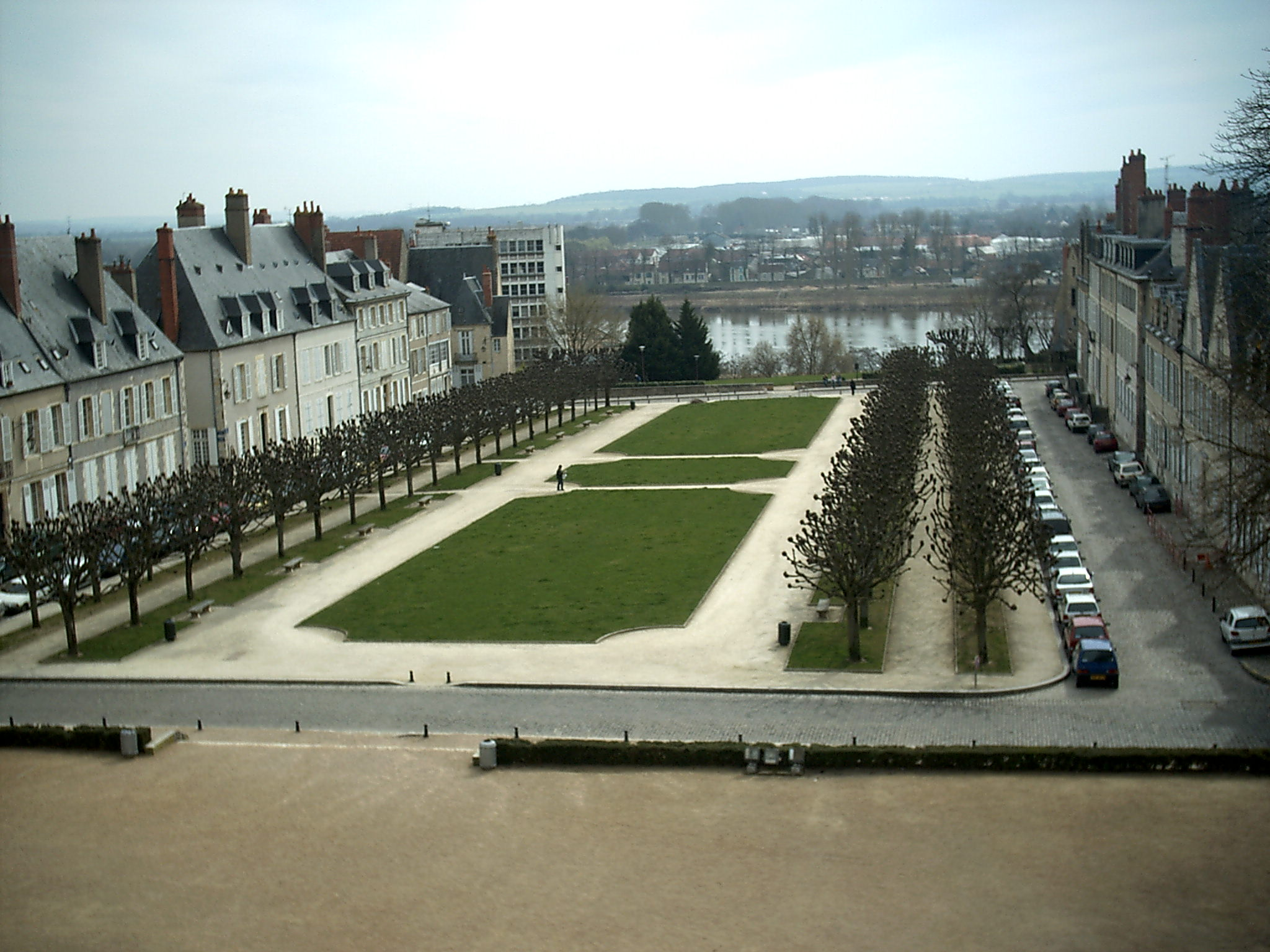
La place de la République à Nevers ; à l'arrière-plan, la Loire.

Les quartiers de la ville de Nevers sont regroupés au sein des conseils de quartiers suivants :
- Alsace-Lorraine - Rotonde.
- Le Banlay : avec son église Sainte-Bernadette dit « Le Blockhaus »[réf. nécessaire], et la cité scolaire, est classé quartier prioritaire de la politique de la ville[20].
- La Baratte - Les Courlis : quartier prioritaire de la politique de la ville[20].
  - Les Courlis : quartier d'habitat collectif du sud-est de Nevers, construit sur la rive droite de la Loire à l'emplacement d'une partie de l'ancien bocage ligérien et séparé du quartier des Bords de Loire par le canal de dérivation de la Nièvre (creusé en 1860). Il est composé de quatre zones : le Neubrandenburg, le mail du Vernai, le mail Jacquinot et le centre des Courlis. La place du Grand-Courlis se situe en plein centre du quartier[21]. Commerces : bureau de tabac, la poste, ED, coiffeur.
  - La Baratte : hameau situé à l'entrée de Nevers, à l'origine dans la commune de Saint-Eloi (toponymie ancienne). La Baratte, le faubourg de la Baratte (autrefois faubourg du Mouësse) et les faubourgs du Petit-Mouësse et Grand-Mouësse ont longtemps été le domaine exclusif des jardiniers-maraîchers, horticulteurs et pépiniéristes[22]. La tradition du jardinage remonte au Moyen Âge. Le Val de la Baratte, dernier bastion des maraîchers, est constitué de jardins maraîchers et potagers (près d'une trentaine d'hectares avec le bocage situé en zone humide (rue Pissevache). Un jardin expérimental, « Le Clos Monard », est situé sur le Vernai (Val de la Baratte). Ce jardin est dédié aux pollinisateurs et plus largement à la faune dite « ordinaire » mais néanmoins bien menacée. Une association de patrimoine, Saint-Fiacre Loire-Baratte, est à l'origine de ce projet qui vise à lutter contre la banalisation du périurbain, de préserver non seulement l'identité culturelle du quartier, la tradition maraîchère de proximité, mais également à protéger le foncier, le paysage et ses composantes : ruisselets, fontaines, lavoir, maisons des jardiniers, jardins et la faune dont certaines espèces sont protégées[23] ;
- Bords de Loire - Pâtureaux : quartier situé sur la rive droite du fleuve à l'emplacement d'anciennes pépinières ; c'est un quartier prioritaire de la politique de la ville[20]. Il dispose de divers commerces : centre commercial avec une galerie marchande, boulangerie, pharmacie, bureau de tabac et boutiques diverses.
- Cathédrale - Jonction.
- Centre-ville.
- Champs-Pacaud - Mouësse : quartier de maisons situé dans la partie nord-est de la ville. Il est doté de commerces : bureau de tabac, boulangerie, station-essence, boucherie, restaurants.
- Eduens - Montapins.
- Maupas - Victor-Hugo.
- Montots - Grande-Pâture : quartier prioritaire de la politique de la ville[20].
  - La Grande Pâture : anciens quartiers de la ville, situé à l'ouest du centre.
- République - Préfecture.

### Voies de communication et transports

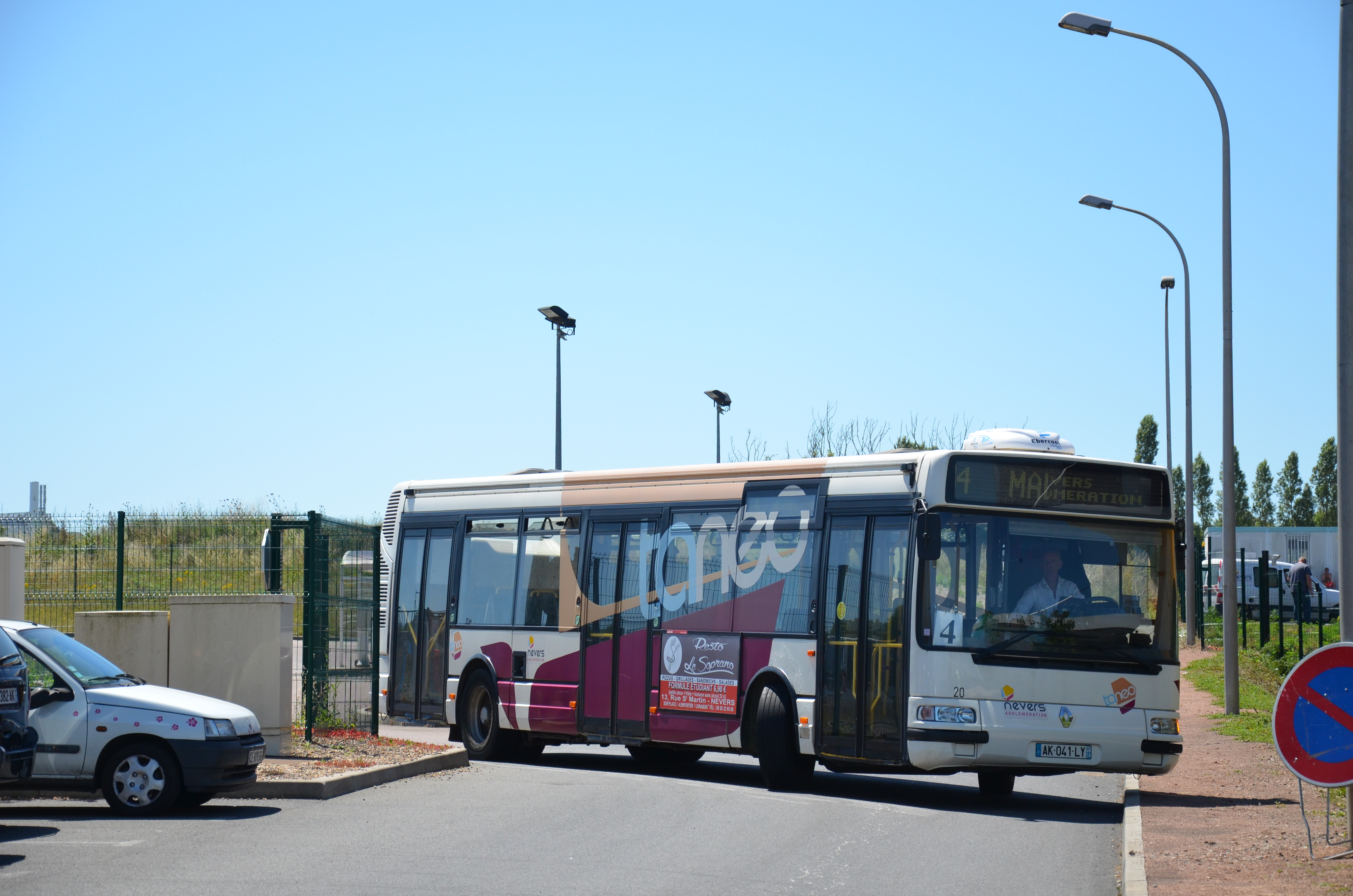
Autobus du réseau Taneo.

#### Réseau routier
Située à 235 km au sud de Paris, Nevers est reliée à la capitale par l'A77 en environ 2 h 30.
Nevers est située en bordure de la célèbre route nationale 7.

#### Réseau ferroviaire
La gare de Nevers se situe sur la ligne Moret - Veneux-les-Sablons à Lyon-Perrache utilisée par les relations Paris - Clermont-Ferrand. La traction électrique est opérationnelle de Paris-gare de Bercy à Clermont-Ferrand. La gare se trouve également à l'origine d'une voie ferrée vers Dijon, voie à trafic en constante augmentation (« plaque tournante » de fret) mais pas encore électrifiée. La gare de Nevers jouit de dessertes TER et Intercités relativement importantes pour la taille de la ville grâce à sa position géographique stratégique au milieu de grands axes. Nevers est ainsi reliée en train principalement à Paris (13 rotations quotidiennes en moyenne, temps de parcours variant de 1 h 56 pour le trajet sans arrêt à 2 h 25), Dijon, Bourges, Moulins, Tours, Lyon, Angers, Orléans et Clermont-Ferrand.

#### Transport en commun
Nevers dispose d'un réseau de lignes de bus Taneo et qui dessert les douze communes de la communauté d'agglomération de Nevers à l'aide de treize lignes régulières, et d'une navette desservant le centre-ville de Nevers, ainsi que divers services tels que des lignes dominicales ou scolaires. Un service de location de vélos classiques ou de vélo à assistance électrique nommé « Cycl'agglo » est aussi proposé.

#### Transport aérien
Nevers dispose d'un aéroport dénommé aéroport de Nevers-Fourchambault ou de la Sangsue. Il accueillait de nombreuses rotations au moment du Grand Prix de France de Formule 1 ou des événements sportifs organisés au circuit de Nevers Magny-Cours. Auparavant doté d'une liaison régulière hebdomadaire vers Dijon (31 minutes de vol) fermée faute de demande, l'aéroport voit son trafic en baisse, notamment en raison de l'arrêt du Grand Prix de F1.

#### Pistes cyclables

Tracé de l'EV6.

L'EuroVelo 6ou EV6, également connue sous le nom d'« Eurovéloroute des Fleuves », est une véloroute de type EuroVelo qui traverse Nevers en reliant Saint-Nazaire à Constanţa. C'est la plus célèbre des véloroutes européennes, longue de 3 653 km, elle traverse l'Europe d'ouest en est, de l'océan Atlantique à la mer Noire en passant par dix pays. Elle suit l'itinéraire de trois des plus grands fleuves européens : la Loire, le Rhin et le Danube.

## Toponymie
Le nom de la localité est documenté sous les formes Noviodunum au Ier siècle av. J.-C. (Jules César, Commentaires sur la guerre des Gaules) ; Nevirnum au IVe siècle apr. J.-C. (Itinéraire d'Antonin) ; Ebirno (table de Peutinger) ; Neberno (monnaie mérovingienne) ; Niv. nii (autre triens mérovingien du musée de Nevers) ; Nevernis [civitas] au IXe siècle (denier de Charles le Chauve) ; Nevernum en 862 (Bibl. hist. de l’Yonne, I, 267) ; Nivernis en 887 (Gallia Christiana XII, col. 311) ; Nivers en 1199-1223 (deniers du comte Hervé de Donzy).
À l'époque du Haut Empire, la ville s'appelait encore Noviodunum selon les Commentaires de Jules César, c'est-à-dire « nouveau fort, nouvelle forteresse » qui a donné par exemple les différents Nouan ; Nouvion ; etc. La forme Nevirnum représente l'altération de ce type toponymique d'après le nom de la rivière Nièvre, appelée dans les textes anciens Nevera (voir Nièvre).
En bourguignon-morvandiau la ville se nomme N'ver.

## Histoire

### Antiquité

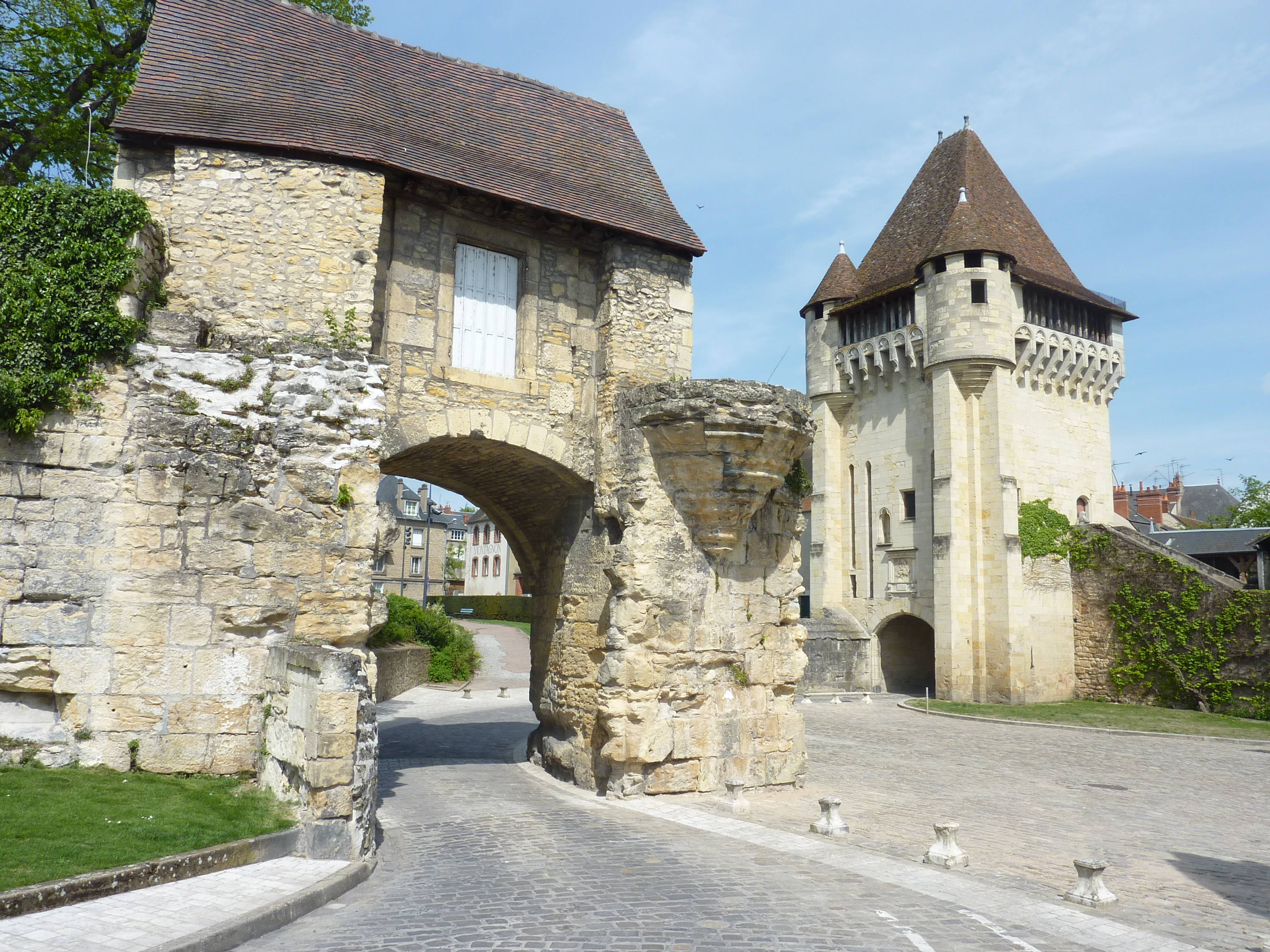
La Porte du Croux et au premier plan, son avant-porte.

Il n'est pas certain que la place forte Noviodunum Aeduorum citée par César, place forte des Eduens, corresponde à Nevers. On cite souvent plutôt à ce sujet Neuvy-sur-Loire, à 80 km de là, également dans la Nièvre. On parle aussi de Nevirnum ou encore de Nebernum. Le nom vient de celui de la rivière Nièvre (Nivara, Nevara).
Néanmoins, on note la présence de vestiges gallo-romains sous le palais ducal.
Cette cité est évangélisée au IIIe siècle, puis devient le siège de l'évêché au VIe siècle.

### Moyen Âge
Capitale du comté héréditaire de Nevers en 992, la ville se fortifie sous l'influence de Pierre II de Courtenay en 1194. La ville appartient successivement aux familles de Courtenay, de Bourbon, aux maisons de Flandre, de Bourgogne, de Clèves et de Gonzague. L'abbaye de Saint-Martin d'Autun, possède en 1347 quelques murailles et places de maisons dans la rue de la Parcheminerie, qu'elle donne à bail.
La ville est alors fortifiée, une partie importante des remparts subsiste encore dont la Porte du Croux, bel exemple d'architecture militaire destiné à affirmer le pouvoir urbain. Elle réunit le concept de tour-porte placée devant la muraille afin de mieux défendre celle-ci et le symbole de tour-maîtresse se dressant contre l'intrus et contrôlant les visiteurs. Outre les aménagements traditionnels comme les échauguettes d'angles et les mâchicoulis, elle inclut des innovations plus modernes comme la séparation des accès piétonnier et charretier ainsi qu'un pont-levis à flèche. Pour faire face aux progrès de l'artillerie, la Porte du Croux est dotée d'une avant-porte désaxée par rapport à la porte principale.

### Renaissance
Le comté est élevé en duché en 1538 et acheté par Jules Mazarin pour son neveu Philippe Mancini en 1659.

### Ancien Régime
Lors des États généraux de 1789, Me Larenne — curé de l'église Saint-Martin de Nevers — est élu député du clergé.

### Époque contemporaine
Lors de la Seconde Guerre mondiale en juillet 1940 Nevers passe en zone occupée. Un bombardement allié important de Nevers a lieu le 16 juillet 1944 faisant 161 morts et détruisant partiellement la cathédrale Saint-Cyr-et-Sainte-Julitte. Les Allemands quittent finalement la ville le 7 septembre 1944.
Dans les années 1970, pendant les Trente Glorieuses, Nevers est à l'apogée de son développement économique.
En 1983, le socialiste Pierre Bérégovoy est élu maire. Durant son mandat, de grands chantiers sont lancés (échangeurs autoroutiers, centre commerciaux), la ville bénéficiant par ailleurs de son influence nationale.
Après sa mort en 1993, elle connaît un progressif déclin. Mal desservie (cul-de-sac autoroutier et pas de liaison TGV), elle est touchée par une baisse et un vieillissement de sa population, une chute des prix au mètre carré, des logements devenant insalubres et la fermeture de nombreux commerces, comme dans un certain nombre de villes moyennes en France. Au début du XXIe siècle, des initiatives sont lancées pour essayer d'enrayer ce déclin, notamment via le projet gouvernemental Action cœur de ville en 2018.

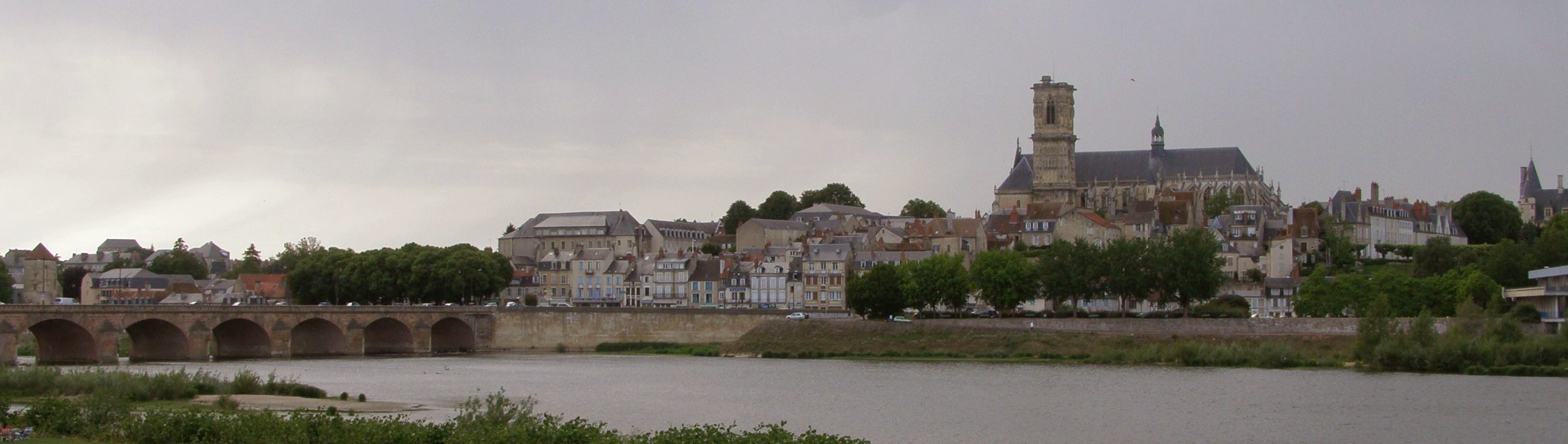
De gauche à droite : Le pont de Loire et la cité historique autour de la cathédrale Saint-Cyr-Sainte-Julitte.

## Politique et administration

### Tendances politiques et résultats

#### Élections Présidentielles
À la suite du 2e tour de l'élection présidentielle de 2017 à Nevers, Emmanuel Macron (En Marche!) arrive en tête du scrutin, avec 71,06 % des suffrages exprimés. Il devance Marine Le Pen (Front national) qui récolte 28,94 % des voix.
Lors du 1er tour à Nevers, Emmanuel Macron (En Marche!) était également arrivé en première position avec 26,82 % des votes.
Sur l'ensemble des électeurs, 9,1 % ont voté blanc.

#### Élections régionales
La ville de Nevers place la liste "La Région Partout et Pour Tous" menée par Denis Thuriot (LaREM), maire de la ville, en tête, dès le 1er tour des Élections régionales de 2021 en Bourgogne-Franche-Comté, avec 37,40 % des suffrages. Lors du second tour, les habitants décideront de placer la liste de "Notre Région Par Cœur" menée par Marie-Guite Dufay, présidente sortante (PS) en tête, avec cette fois-ci, près de 39,86 % des suffrages. Devant les autres listes menées par Denis Thuriot (LaREM) en seconde position avec 34,04 %, Julien Odoul (RN), troisième avec 17,42 % et en dernière position celle de Gilles Platret (LR) avec 8,69 %. Il est important de souligner une abstention record lors de ces élections qui n'ont pas épargné la ville de Nevers avec lors du premier tour 71,56 % d'abstention et au second, 68,76 %.

#### Élections départementales
La partie de la ville de Nevers faisant partie du canton de Nevers-1 place le binôme de Xavier Morel (DVC) et Anne Wozniak (DVC), en tête, dès le 1er tour des élections départementales de 2021 dans la Nièvre, avec 28,20 % des suffrages. Lors du second tour, les habitants décideront de placer de nouveau le binôme de Xavier Morel (DVC) et Anne Wozniak (DVC), en tête, avec cette fois-ci, près de 52,07 % des suffrages. Devant l'autre binôme mené par Maryse Augendre (PS) et Jean-Paul Fallet (PS) qui obtient 47,93 %. Cependant, il s'agit du binôme Maryse Augendre (PS) et Jean-Paul Fallet (PS) qui est élu une fois les résultats centralisés. Il est important de souligner une abstention record lors de ces élections qui n'a pas épargné la ville de Nevers avec un taux de 70,02 % lors du premier tour et 67,34 % au second.
La partie de la ville de Nevers faisant partie du canton de Nevers-2 place le binôme de Daniel Bourgeois (UG) et Sylvie Dupart Muzerelle (UG), en tête, dès le 1er tour des élections départementales de 2021 dans la Nièvre, avec 37,33 % des suffrages. Lors du second tour, les habitants décideront de placer de nouveau le binôme de Daniel Bourgeois (UG) et Sylvie Dupart Muzerelle (UG), en tête, avec cette fois-ci, près de 51,29 % des suffrages. Devant l'autre binôme mené par Laurence Barao (DVC) et Jérôme Malus (DVC) qui obtient 48,71 %. Cependant, il s'agit du binôme Laurence Barao (DVC) et Jérôme Malus (DVC) qui est élu, une fois les résultats centralisés. Le taux d'abstention lors du premier tour y est de 78,09 %  et de 75,13 % au second.
La partie de la ville de Nevers faisant partie du canton de Nevers-3 place le binôme de Martine Gaudin (UG) et Wilfrid Séjeau (UG), en tête, dès le 1er tour des élections départementales de 2021 dans la Nièvre, avec 42,80 % des suffrages. Lors du second tour, les habitants décideront de placer de nouveau le binôme de Martine Gaudin (UG) et Wilfrid Séjeau (UG), en tête, avec cette fois-ci, près de 52,94 % des suffrages. Devant l'autre binôme mené par Philippe Cordier (DVC) et Mireille Gaudion (DVC) qui obtient 47,06 %. Le taux d'abstention lors du premier tour y est de 69,70 % et de 67,03 % au second.
La partie de la ville de Nevers faisant partie du canton de Nevers-4 place le binôme de Véronique Khouri (DVC) et Michel Suet (DVC), en tête, dès le 1er tour des élections départementales de 2021 dans la Nièvre, avec 28,38 % des suffrages. Lors du second tour, les habitants décideront de placer de nouveau le binôme de Véronique Khouri (DVC) et Michel Suet (DVC), en tête, avec cette fois-ci, près de 53,20 % des suffrages. Devant l'autre binôme mené par Jimmy Derouault (UG) et Catherine Lopes Pires (UG) qui obtient 46,80 %. Le taux d'abstention lors du premier tour y est de 70,93 % et de 68 % au second.

### Jumelages
1. Mantoue (Italie) depuis 1959
2. Charleville-Mézières (France) depuis 1959
3. Coblence (Allemagne) depuis 1963
4. Lund (Suède) (Suède) depuis 1967
5. Neubrandenbourg (Allemagne) depuis 1973
6. St Albans (Royaume-Uni) depuis 1974
7. Hammamet (Tunisie) depuis 1984
8. Curtea de Argeș (Roumanie) depuis 1990
9. Siedlce (Pologne) depuis 2002
10. Sremska Mitrovica (Serbie) (Coopération décentralisée)
11. Stavroúpoli (Grèce) depuis 2004
12. Asmara (Érythrée) (Coopération décentralisée)
13. Taizhou (Zhejiang) (Chine) depuis 2006
14. Budapest (Hongrie) (Coopération décentralisée avec le district d'Erzsebetvaros, VIIe arrondissement de la capitale hongroise)
15. Marbella (Espagne)

## Population et société

### Démographie
Les habitants sont appelés « Nivernais » selon Le Petit Larousse et « Neversois » par la mairie de façon à différencier les habitants de la ville des habitants du Nivernais.

L'évolution du nombre d'habitants est connue à travers les recensements de la population effectués dans la commune depuis 1793. Pour les communes de plus de 10 000 habitants les recensements ont lieu chaque année à la suite d'une enquête par sondage auprès d'un échantillon d'adresses représentant 8 % de leurs logements, contrairement aux autres communes qui ont un recensement réel tous les cinq ans,.

En 2022, la commune comptait 33 172 habitants, en évolution de −0,19 % par rapport à 2016 (Nièvre : −3,28 %, France hors Mayotte : +2,11 %).
| 1793   | 1800   | 1806   | 1821   | 1831   | 1836   | 1841   | 1846   | 1851   |
| ------ | ------ | ------ | ------ | ------ | ------ | ------ | ------ | ------ |
| 11 846 | 11 200 | 12 077 | 12 280 | 15 085 | 16 967 | 15 007 | 16 721 | 17 045 |

| 1856   | 1861   | 1866   | 1872   | 1876   | 1881   | 1886   | 1891   | 1896   |
| ------ | ------ | ------ | ------ | ------ | ------ | ------ | ------ | ------ |
| 18 182 | 18 971 | 20 700 | 22 276 | 22 704 | 23 846 | 25 006 | 26 436 | 27 108 |

| 1901   | 1906   | 1911   | 1921   | 1926   | 1931   | 1936   | 1946   | 1954   |
| ------ | ------ | ------ | ------ | ------ | ------ | ------ | ------ | ------ |
| 27 673 | 27 030 | 27 706 | 29 754 | 29 306 | 31 879 | 33 699 | 34 036 | 35 183 |

| 1962   | 1968   | 1975   | 1982   | 1990   | 1999   | 2006   | 2011   | 2016   |
| ------ | ------ | ------ | ------ | ------ | ------ | ------ | ------ | ------ |
| 39 085 | 42 422 | 45 480 | 43 013 | 41 968 | 40 932 | 38 496 | 36 210 | 33 235 |

| 2021   | 2022   | - | - | - | - | - | - | - |
| ------ | ------ | - | - | - | - | - | - | - |
| 32 830 | 33 172 | - | - | - | - | - | - | - |

### Enseignement supérieur
Avec 12 établissements et 33 formations diplômantes disponibles sur le territoire de l'agglomération de Nevers. La liste des organismes et établissements de l'enseignement supérieur de la ville de Nevers est :
- Depuis 1991, l'ISAT[48], Institut Supérieur de l'Automobile et des Transports, établissement de l'Université de Bourgogne, est la seule école publique spécialisée en ingénieurs de l'automobile, elle délivre des diplômes jusqu’à bac + 5 à environ 120 élèves par an ;

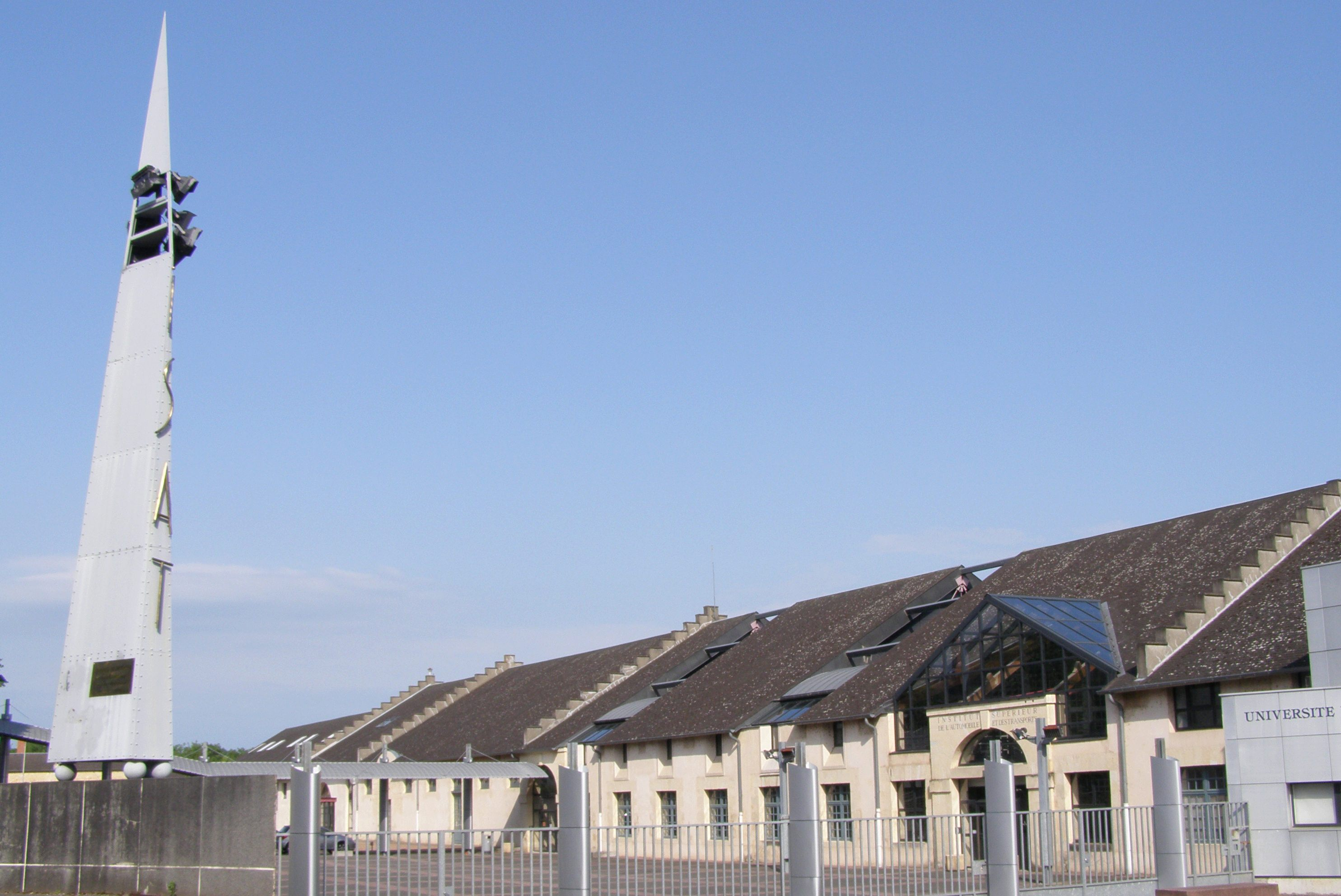
L'institut Supérieur de l'Automobile et des Transports.

- L'institut Supérieur de l'Automobile et des Transports.Magnytude[49] représente le centre d'activités et de recherche technologique et de développement de l’ISAT ;
- L'ESAAB[50] (École Supérieure des Arts Appliqués de Bourgogne) délivre l'un des 7 diplômes en France en matière d'arts appliqués et design industriel. Elle est installée dans l'enceinte du lycée de la communication Alain-Colas ;
- L'INSERR[51] Institut National de la Sécurité Routière et de Recherches) est le seul organisme responsable de la sécurité Routière ;
- Le Campus Numérique de Nevers by CCI Nièvre regroupant DIGISUP[52] : École Supérieure de Marketing Digital (accessible dès le Bac +2 et diplômant jusqu'au bac +5) et le cs2i Bourgogne[53] École supérieure d'informatique, (accessible dès le BAC et diplômant jusqu'au bac+5) ;
- Nevers dispose également d'une antenne de la faculté de Droit et de Science politique de Dijon, rattachée à l'Université de Bourgogne. Cet établissement d'enseignement supérieur permet de suivre les enseignements des deux premières années de Licence de droit (L1 et L2) ainsi que la préparation de la Licence d'administration publique (LAP). Par ailleurs, comme dans toute faculté de droit, il est possible d'y préparer le diplôme de la capacité en droit. Ses locaux se trouvent à proximité de ceux de l'ISAT.

Au lycée Pierre-Bérégovoy :
- Section de technicien supérieur Motorisations toutes énergies (BTS MTE).

Au lycée Jean-Rostand :
- Section de technicien supérieur Économie sociale et familiale (BTS ESF).

Au lycée Jules-Renard :
- Classe préparatoire aux grandes écoles concours PTSI ;
- Section de technicien supérieur Conception et Réalisation de Systèmes Automatiques (BTS CRSA) ;
- Section de technicien supérieur Électrotechnique. (BTS ET).

Au lycée Raoul-Follereau :
- Section de technicien supérieur Comptabilité et Gestion. (BTS CG) ;
- Section de technicien supérieur Support à l'Action Managériale. (BTS SAM) ;
- Section de technicien supérieur Management commercial opérationnel. (BTS MCO) ;
- Section de technicien supérieur Services Informatiques aux Organisations. (BTS SIO).

Au lycée Alain-Colas :
- Classe préparatoire à l’enseignement supérieur d’Arts Appliqués (mise à niveau en vue des BTS d'Arts Appliqués) ;
- Section de technicien supérieur Design de Produits ;
- Section de technicien supérieur Communication Visuelle ;
- Diplôme Supérieur d'Arts Appliqués Créateur-Concepteur (post-BTS).

### Équipements hospitaliers

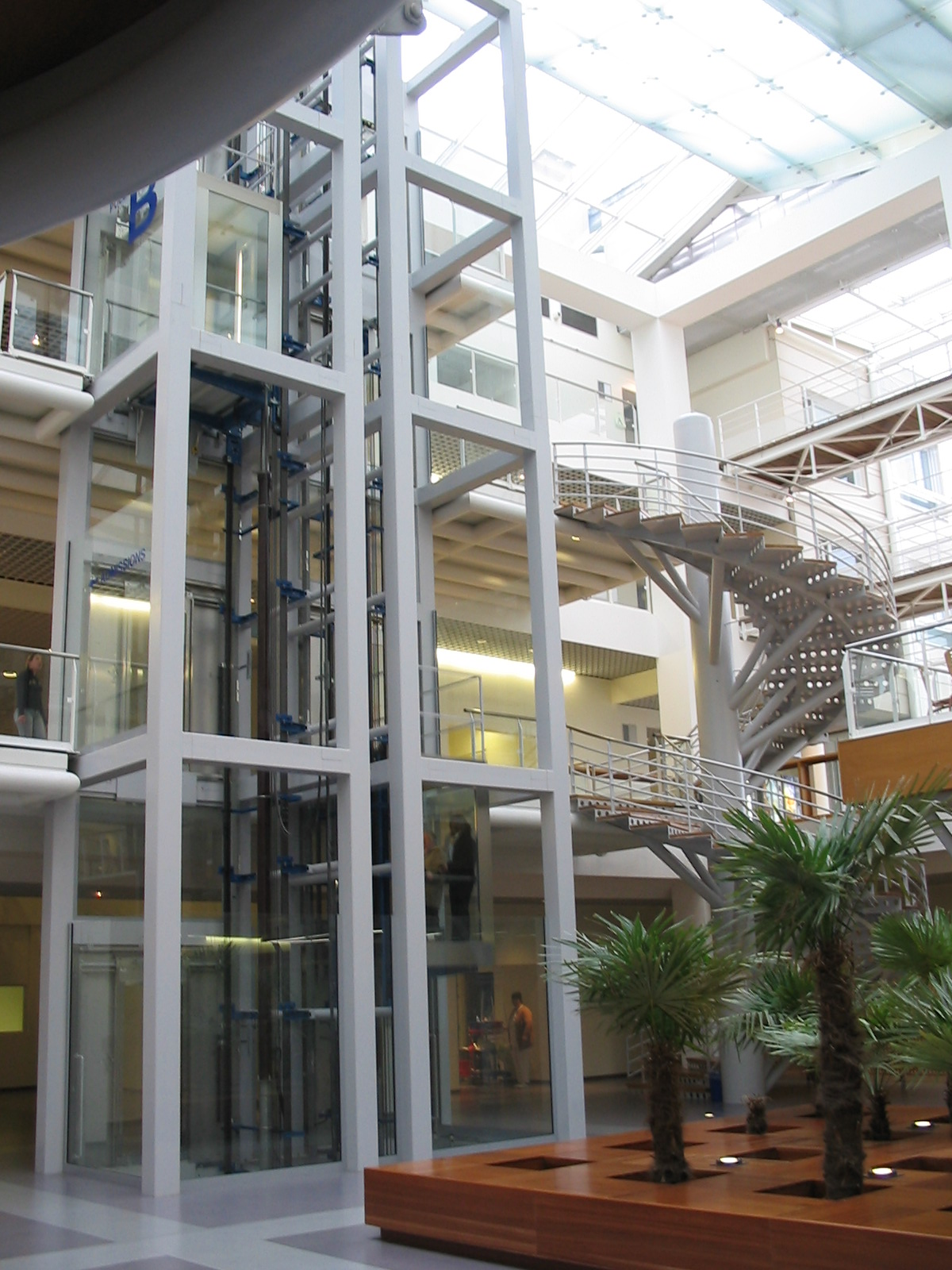
L'hôpital Pierre-Bérégovoy.

Nevers bénéficie depuis 2003 du Centre hospitalier Pierre Bérégovoy. De conception innovante, c'est en effet l'un des premiers en France à être organisé en pôles cliniques qui regroupent en un même lieu toute la chaîne de l'activité hospitalière (secrétariat, consultations, etc., en fonction de chaque service).
L'hôpital Pierre-Bérégovoy se veut le centre névralgique de la santé publique dans l'ensemble de la Nièvre. Il emploie plus de 1 800 personnes, étant ainsi le premier employeur de la Nièvre.
La polyclinique du Val de Loire, du groupe ELSAN, participe également à l'offre de soins.
La dernière maternité du département, située à Nevers, a fermé ses portes quelques jours, en avril 2022, en raison d'un sous-effectif chronique.

### Vie militaire
Unités ayant été stationnées à Nevers :
- 13e régiment d'infanterie, 1906-1940 ;
- 7e régiment d'artillerie installé au Quartier Pittié de 1972 à 1999. Le 7e régiment d'artillerie faisait partie de la brigade de renseignement et a été dissous, transféré et recréé sous l'appellation du 61e régiment d'artillerie. Dernier régiment d'artillerie avec fourragère de la Légion d'honneur dans la garnison de Chaumont-Sémoutier qui a repris ses traditions et ses fonctions de renseignement par imagerie avec ses drones.

### Sports
Nevers possède plusieurs clubs sportifs : Nevers Football (placé en liquidation judiciaire le 14 juin 2016), les Parrots de Nevers (baseball), l'USO Nevers (handball) l'Élan Nevers Nièvre (tennis de table), et l'Union sportive olympique nivernaise (rugby à XV), qui évolue dans le championnat de France de Pro D2 (championnat professionnel) depuis la saison 2017-2018, et qui est le club phare de la cité ducale. L'USON accède au championnat de Pro D2 à l'issue de la saison 2016-2017 et connaît ainsi sa première saison dans le monde professionnel en 2017-2018. Par ailleurs, le Cercle Nevers Escrime qui existe depuis 1923 défend la fameuse « Botte de Nevers » (voir Le Bossu de Paul Féval).
Depuis septembre 2008, un club de crosse a vu le jour à Nevers. En plein développement, il s'agit du 3e club de France officiellement créé après ceux de Lille et de Paris. Il s'inscrit dans un championnat international, ce qui place ses meilleurs éléments en équipe de France de crosse. Pour l'heure seulement deux joueurs ont ce privilège. Une entente avec des jeunes de la Ville de Roanne permet de regrouper plus de joueurs et de répandre l'image de ce sport encore mal connu en France. L'équipe de Nevers constituée de tout son effectif compte à ce jour (janvier 2009) une dizaine de personnes.
Le Roller club nivernais (RCN) possède plusieurs sections : la randonnée, la course, l'initiation roller enfants, le roller loisir tout âges les dimanches matin. Une section de roller hockey junior loisir ainsi que le roller hockey adultes loisir y existe.
L'aéromodélisme nivernais organise tous les ans, une rencontre de vol intérieur radiocommandé, à la maison des sports. Cette rencontre rassemble les passionnés d'aéromodélisme ultra léger (modèle jusqu'à 500 g).
La spéléologie est présente à Nevers avec le Groupe de recherches et d'explorations spéléologiques nivernais (GRESN) qui recherche de nouvelles cavités (grottes principalement) et étudie le karst des plateaux nivernais.

### Activités culturelles
Nevers apporte toute l'année spectacles et manifestations culturelles de l'importance régionale. Il comporte plusieurs lieux conviviaux : café Charbon, Maison des Montots, bibliothèque municipale de Nevers, auditorium Jean-Jaurès, théâtre municipal Renaissance mais aussi et surtout, la Maison de la Culture de Nevers agglomération :
- Depuis 1971, la Maison de la Culture apporte une offre culturelle très diversifiée pour tous les publics et toute l'année ;

Sa salle de 1 000 places ainsi que son théâtre à l’italienne. Elle inclut dans ses murs la compagnie d'arts visuels Philippe-Genty ;
- Une scène de musiques actuelles à Nevers et dans la Nièvre avec le Café Charbon (2e scène du département) qui est un lieu permanent d'accueil, de création et de ressources. Grâce à ses bénévoles et ses partenaires, il participe au rayonnement des musiques actuelles sur le territoire ;
- Depuis 1987, le festival Nevers à Vif a accueilli les grands noms du rock français : Miossec, Louise Attaque, Dionysos, Jean-Louis Murat… ;
- Depuis 2000, le Salon des auteurs nivernais met en avant la production littéraire nivernaise : Gérard Oberlé, Jacques Trefouel, Éditions Findakly, les éditions du Chemin de fer, Jacques Mazeau...

L'Orchestre d'Harmonie de la Ville de Nevers, (http://saxo-nevers.e-monsite.com/) classé en Division d'Honneur, de 80 musiciens, se produit principalement à la Maison de la Culture. Il a remporté de nombreux concours nationaux et participé à des concours internationaux où il s'est classé brillamment.
L'Orchestre symphonique des Concerts nivernais, composé de 50 à 60 musiciens, (http://concerts-nivernais.com/), se produit à la Maison de la Culture.
- D'Jazz Nevers, propose une saison de concerts à l'année à Nevers et dans le département de la Nièvre, ainsi que l'incontournable D'Jazz Nevers Festival qui, chaque automne depuis 1987, rivalise avec les grands lieux du jazz européen, l'un des cinq en France[64]. Il a accueilli les plus grands : Louis Sclavis, Henri Texier, Michel Portal, Michel Petrucciani, Stéphane Grappelli, Nina Simone ;
- Les Zaccros, un festival de rue qui prolonge chaque année les festivités liées au Grand Prix de Magny-Cours. Tous les genres sont représentés : bateleurs, burlesque, poésie, nouveau cirque, théâtre d'objet, spectacles animés ;
- ARKO, association de promotion de l'art contemporain ;
- Le Centre de musique contemporaine de l'APREM propose de faire connaître et pratiquer la musique contemporaine, en particulier la musique électro-acoustique et la musique acousmatique ;
- Depuis les années 2000, Nevers-Plage, durant les vacances estivales, propose des animations culturelles, musicales et sportives au bord de la Loire, avec une piscine montée pour l'événement.

Artistes en résidences, studio et école de composition, concerts, animations pédagogiques font de l’APREM un centre de la création musicale contemporaine.
En 2009 et 2010, un hommage est rendu au compositeur John Cage par une série de créations et d'animations musicales importantes. Une série de conférences et de séances d'écoute sont animées par le compositeur de musique électroacoustique Alain Chaussin ; d'ateliers de chant, de danse ; des concerts animent cette redécouverte du compositeur John Cage. Une collaboration artistique avec l’artiste peintre Yannick Le Quilleuc donne lieu à une production d'œuvres picturales contemporaines.
En 1964, Nevers accueille le 2e festival Europa Cantat, qu'elle retrouve en 2000, pour sa 14e édition, pour lequel fut composé « Nevers Say Never Again ».
Les sociétés musicales de la Ville proposent également une saison de musique classique (environ une vingtaine de concerts par an). L'Orchestre symphonique des Concerts nivernais (70 musiciens) a accueilli les grands noms de la musique vivante : Patrice Fontanarosa, Jean-François Zygel, Marielle Nordmann, Emmanuel Rossfelder… De nombreuses chorales animent la vie musicale, chorales mixte à 4 voix, chœur grégorien, chœur d'enfants, ensemble de voix de femmes… Enfin, le Conservatoire à rayonnement départemental participe à la renommée de la qualité artistique de la Ville par un enseignement musical original et reconnu mais aussi par des concerts et des prestations musicales de musique de chambre.
Au sein de l'espace Stéphane-Hessel, dans le quartier de la Grande-Pâture, l’Espace socioculturel du Grand Ouest (Esgo) assure la fonction d'accueil jeunes pour les collégiens et lycéens et de centre social. En février 2023, les locaux de la mairie de proximité de la Grande-Pâture, intégrés à l’Esgo font l’objet d’un incendie volontaire. Celui-ci avait déjà connu de multiples exactions.

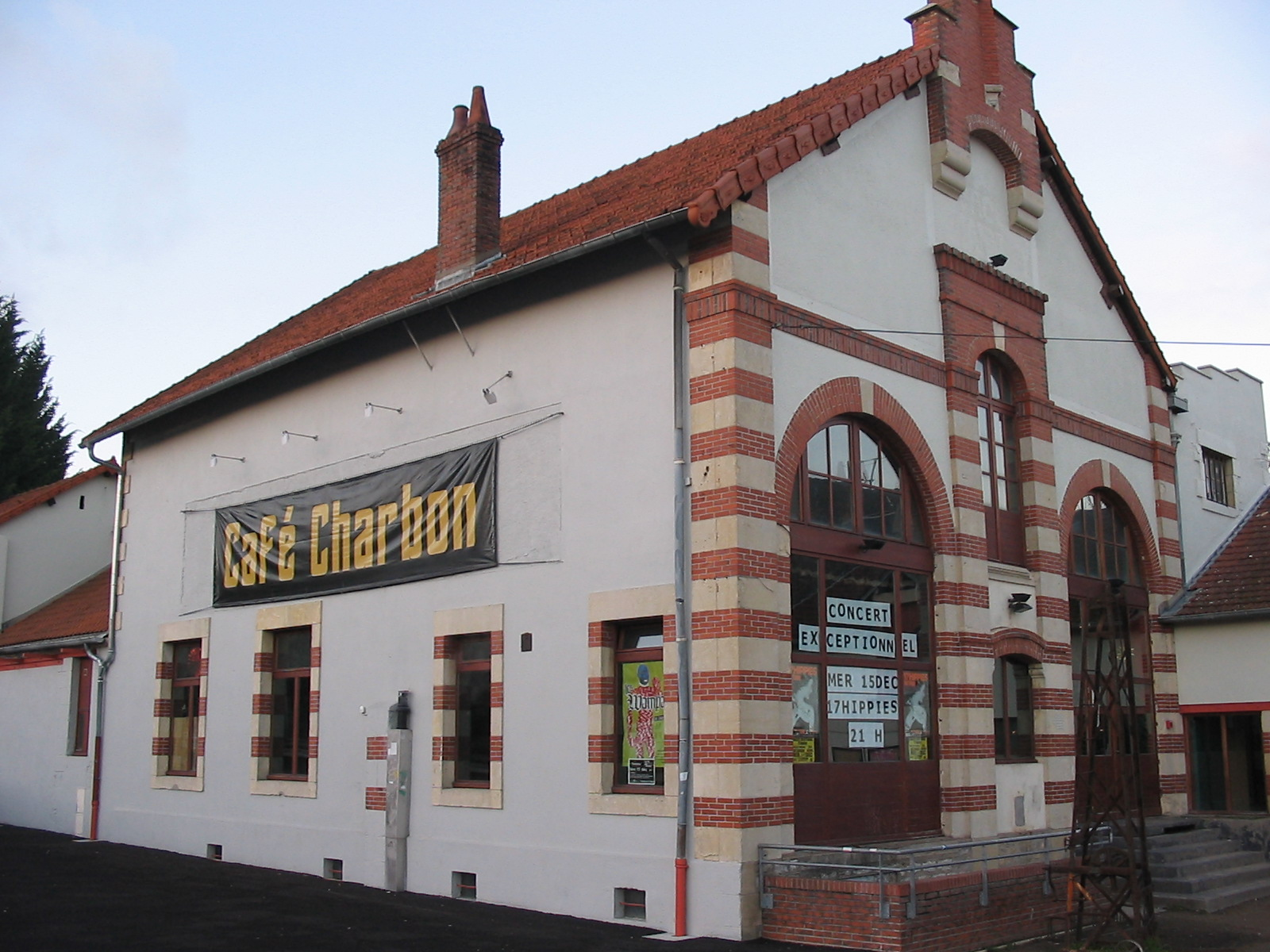
Le Café Charbon.
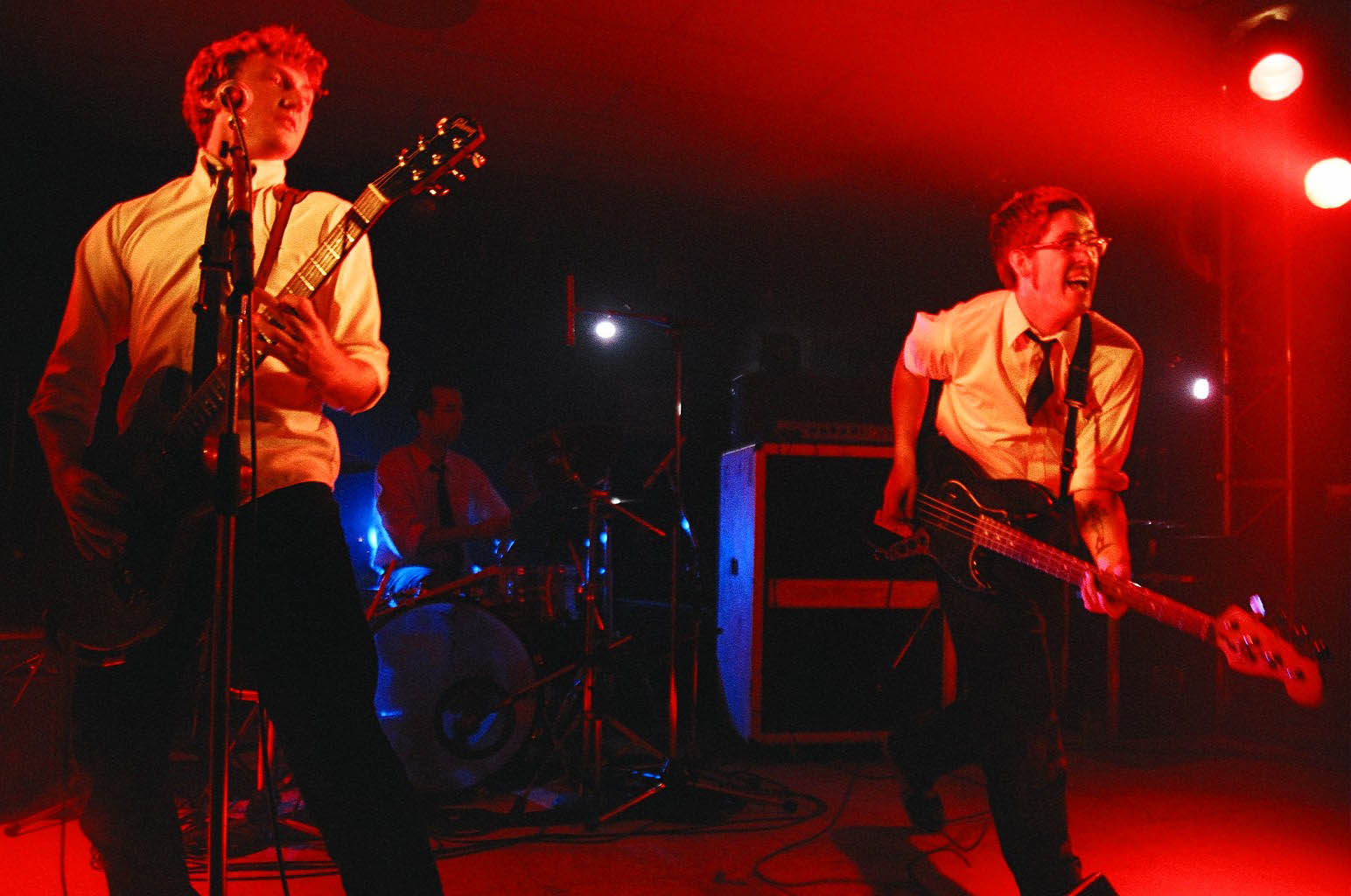
Nevers à Vif.
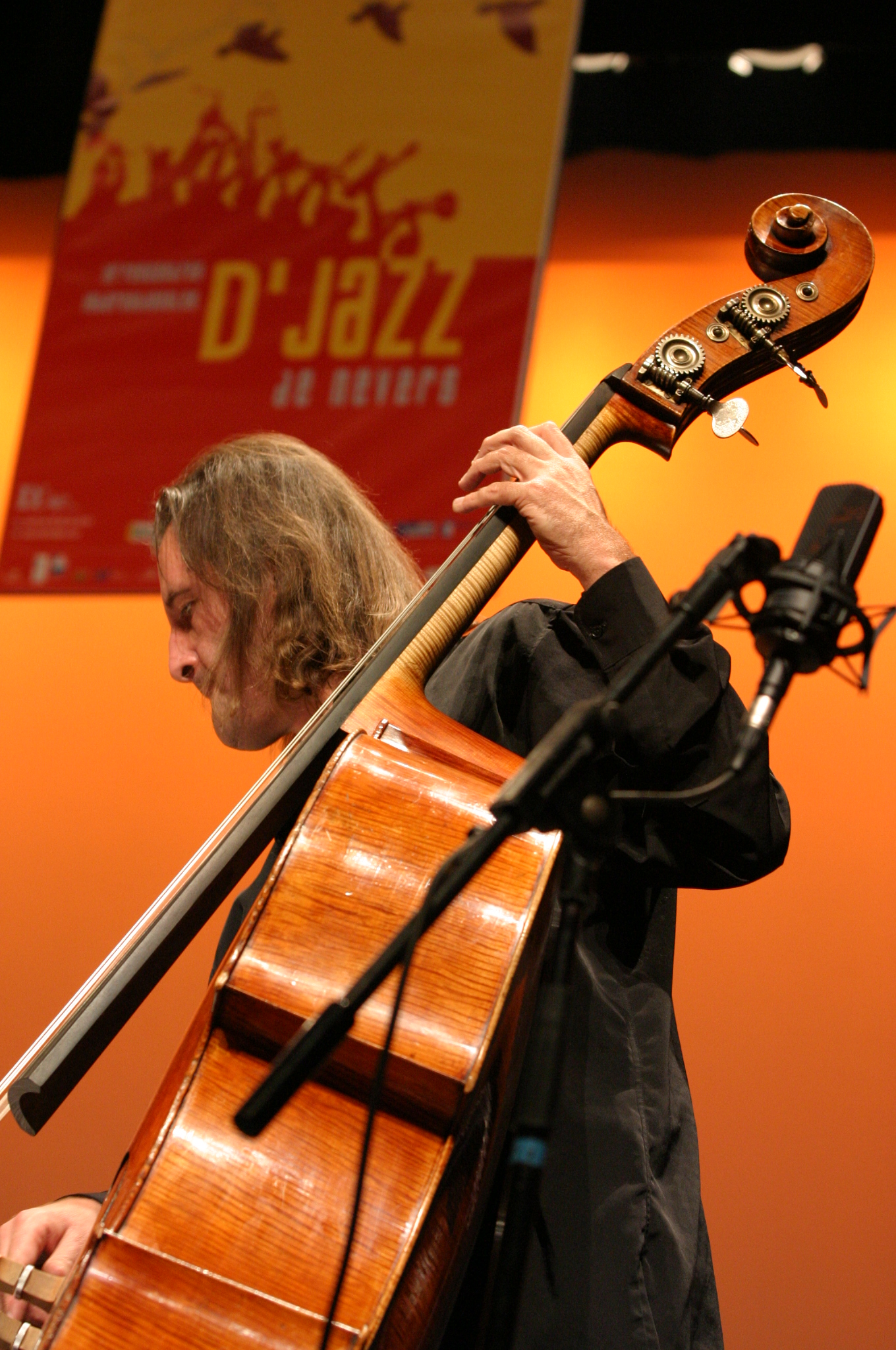
Nevers D'Jazz.
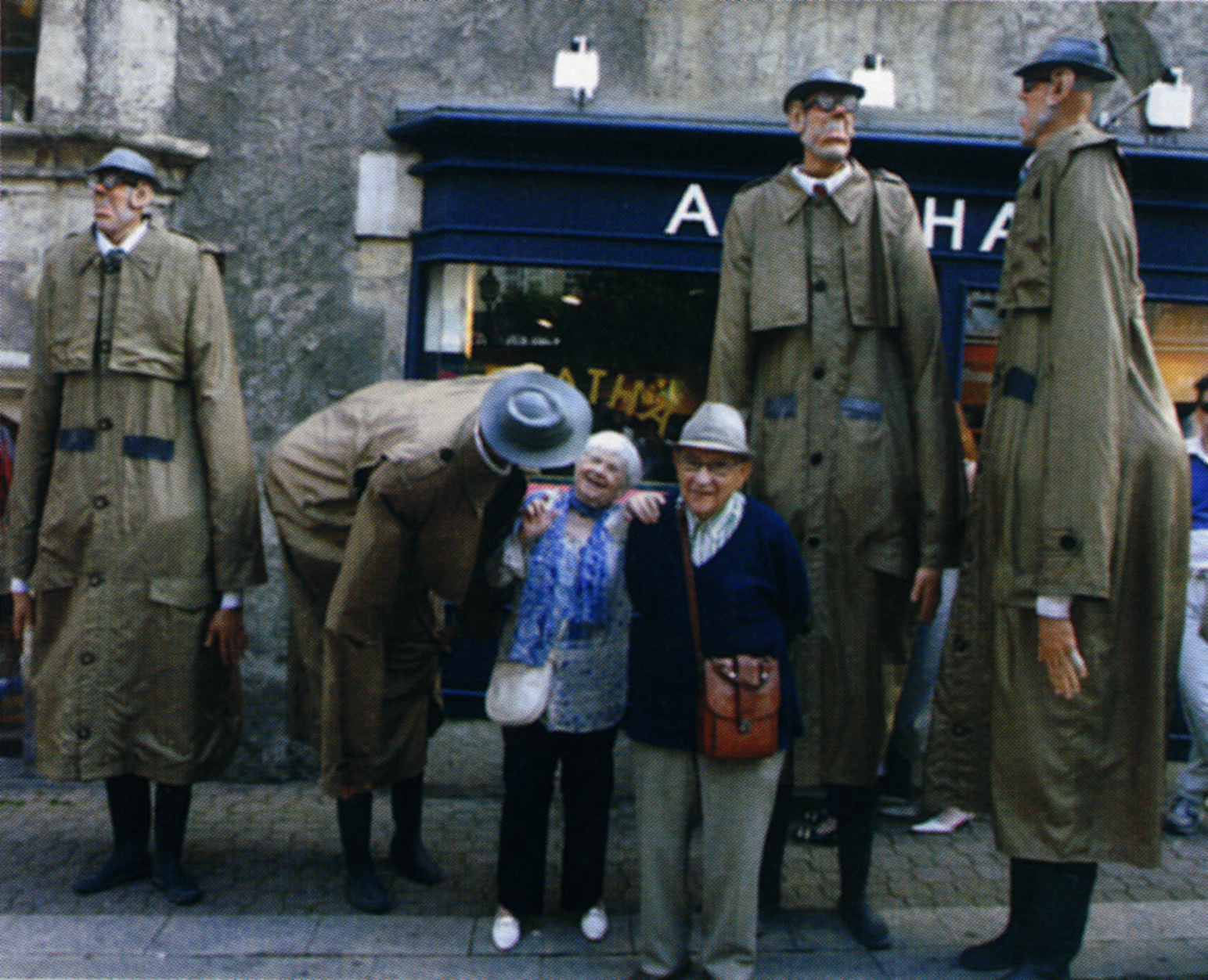
Les Zaccros d'ma rue.
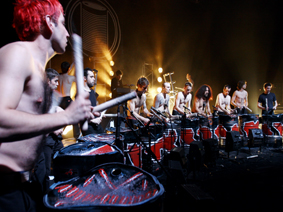
Les Tambours Du Bronx.
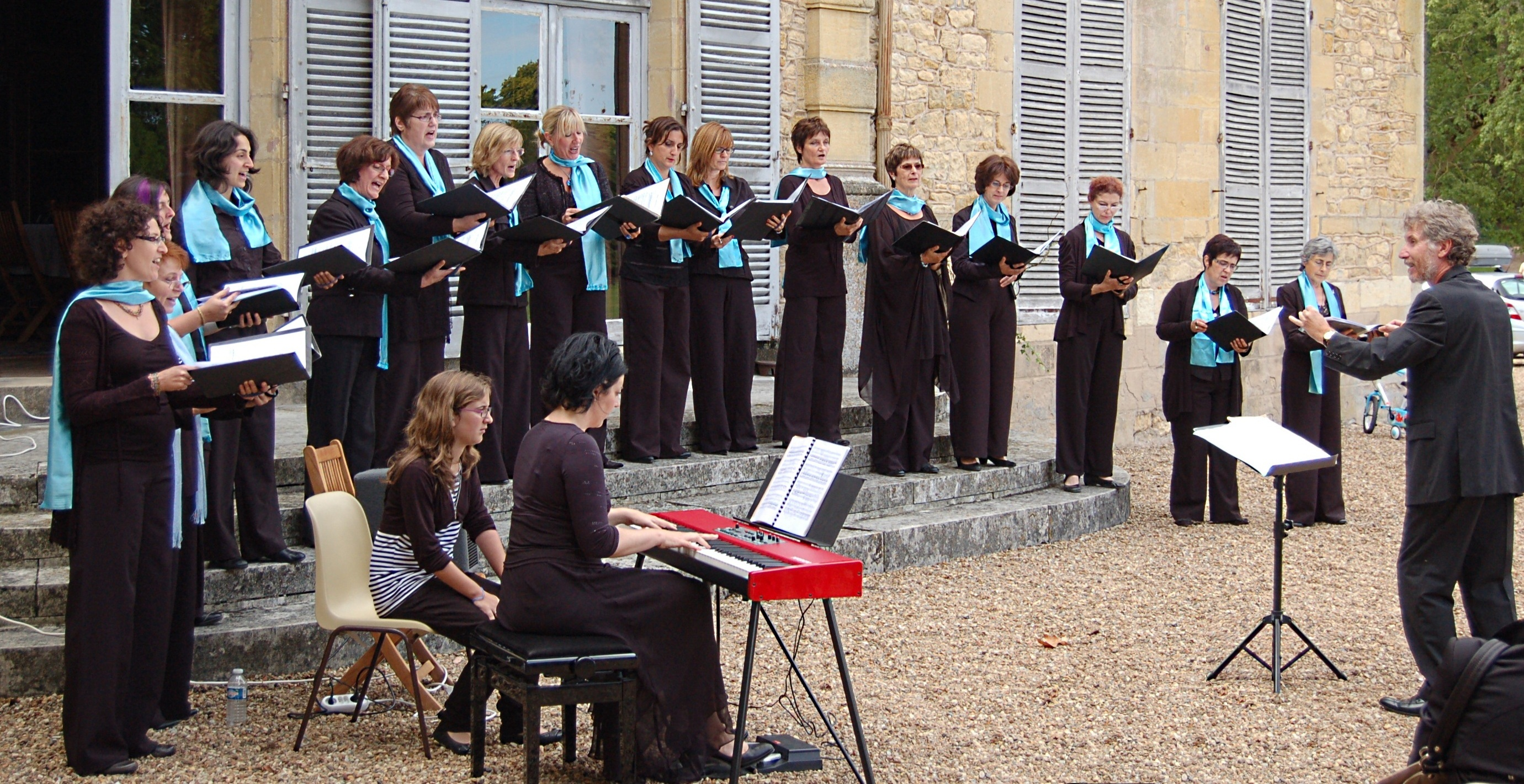
L'ensemble vocal féminin Ligérianes.

### Médias

#### Presse locale
- Le Journal du Centre, journal quotidien dont le siège est à Nevers.

#### Radios locales
- 89.2 RCF Nièvre : radio locale chrétienne du Diocèse de Nevers[67] ;
- 94.5 NRJ Nevers : antenne locale neversoise d'NRJ. Le programme local est aussi émis à Château-Chinon sur 103.6 FM[68] ;
- 97.7 Radio Numéro 1 : radio locale commerciale créée à Cosne-Cours-sur-Loire, située rue Archimède à Bourges depuis 2011. Elle émet dans l'ouest de la Nièvre, le Cher et le sud du Loiret ;
- 99.0 Nevers FM : radio associative neversoise. Elle émet aussi à Dornes sur 105.2 FM[69] et s'appelait Radio Nevers jusqu'en 2012 ;
- 99.7 Virgin Radio Centre : programme local de Virgin Radio réalisé depuis Tours (96.1)[70]. Il émet aussi à Châtellerault sur 96.2, à Châteauroux sur 96.6 et à Bourges sur 99.6 ;
- 100.8 Vibration : radio régionale commerciale basée à Orléans et appartenant au Groupe 1981. Elle émet dans l'ouest bourguignon, la région Centre et l'est des Pays de la Loire ;
- 104.0 Ici Auxerre : radio locale publique de l'ouest de la Bourgogne ;
- 106.1 Bac FM : radio associative du Lycée Raoul Follereau de Nevers. Elle est orientée vers un programme rock[71].

Les radios de l'émetteur de Bourges (Neuvy Deux Clochers) sont audibles à Nevers : France Inter 94.9, France Musique 91.8, France Culture 88.5, France Bleu Berry 103.2.
Dans certains quartiers de Nevers, des radios complémentaires sont diffusées sur le réseau câblé analogique : Radio Studio Atelier 58100 87.5, Radio Sagittarius 87.9, Radio Classique 91.5, Chérie FM 96.6, Fun radio 102.0.

#### Télévision locale
France 3 Bourgogne est présente sur Nevers grâce au site de diffusion TDF du Pré du Pavé à Challuy. Il y a aussi un bureau local au 9 rue Gambetta à Nevers.
Le site du Haut-Folin, dans le Bois du Roi, est recevable sur la Nièvre en raison de sa proximité avec la vallée du Morvan.
Le site de Bourges Neuvy Deux Clochers est recevable sur la Nièvre en raison de sa proximité avec le Berry, le programme de France 3 Centre Val de Loire est également reçu. Ce site diffuse aussi les programmes de France 3 Bourgogne sur le multiplex 1.

## Économie

### Les faïences de Nevers

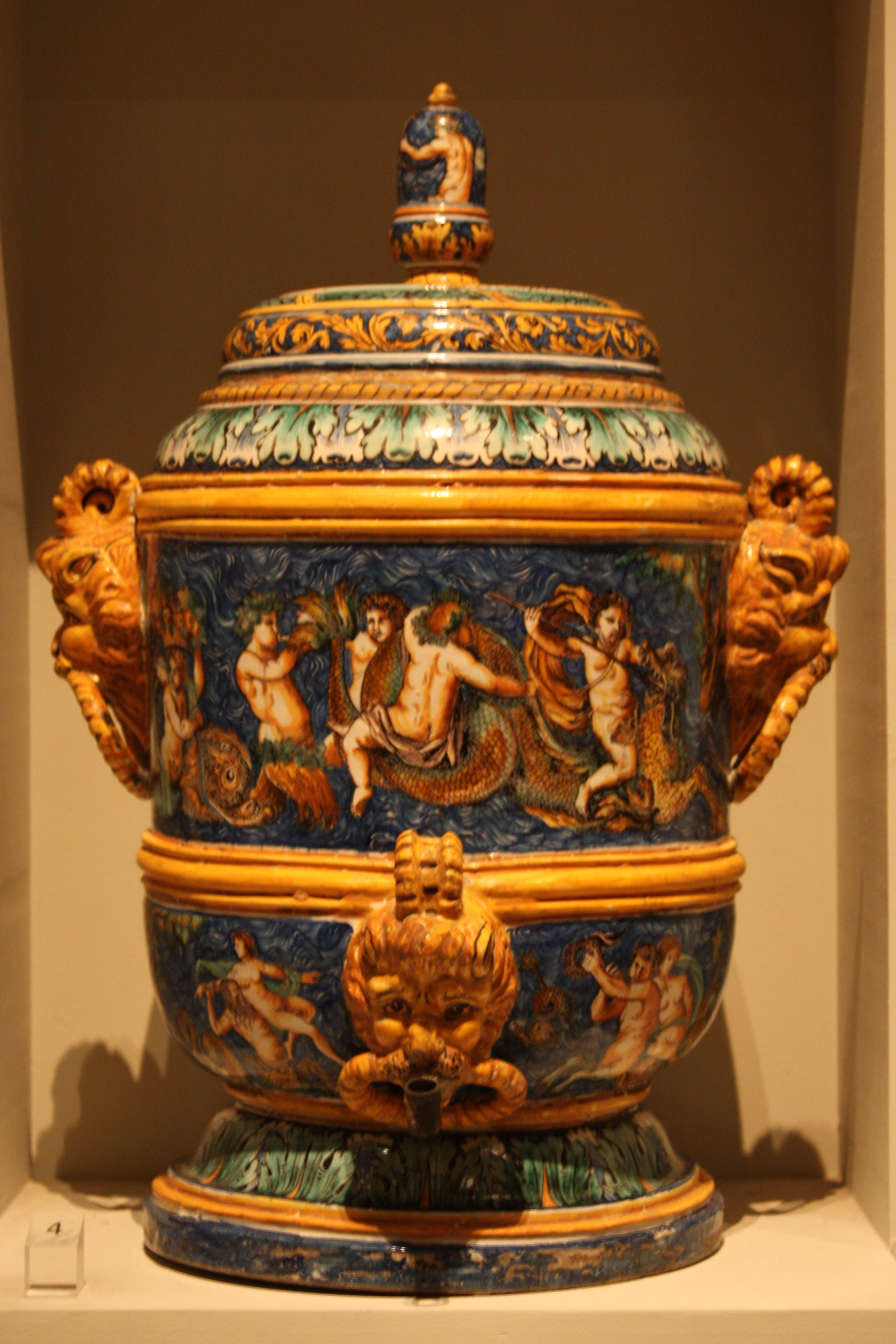
Vase en faïence de Nevers (vers 1600).

Nevers doit à Louis IV de Nevers sa célèbre activité de faïencerie. Vers la fin du XVIe siècle, il fit venir d'Italie Augustin Conrad, potier d’Albissola, près de Savone, et ses frères, Baptiste et Dominique qu'il installa au château du Marais à Gimouille. Leur réputation et leur réussite deviendront telles, que Nevers s'affirmera au XVIIe siècle comme capitale française de la faïence. Augustin Conrad avait choisi Nevers pour s'implanter en France car tous les éléments étaient réunis pour fabriquer de la faïence de qualité : les deux types de terre nécessaires, du bois qui chauffe mais ne fait pas de feu (dans les forêts du Morvan), et la Loire pour le transport sécurisé de ses produits. Au début du XXIe siècle, quelques faïenceries perpétuent et renouvellent cette activité, comme la faïencerie Georges.
La spécificité de la faïence de Nevers est le fameux « Bleu de Nevers », une couleur obtenue par un bain d'émail au bleu de cobalt. Beaucoup de faïenciers signent également leurs créations en dessinant un petit « nœud vert ».

### Autres aspects de l'économie
Traditionnellement administrative, Nevers ne possède guère que la faïence comme industrie ancienne laissant à plusieurs petites villes de ses alentours la fonction manufacturière : Fourchambault, Imphy (métallurgie), La Machine (mine de charbon), Varennes-Vauzelles (constructions mécaniques et ferroviaires), Cercy-la-Tour (équipementier automobile), Prémery (Lambiotte).
Depuis les années 1960, elle accueille de nombreuses petites et moyennes industries de construction électrique et mécanique et de chimie. La ville accueille également le siège social d'entreprises importantes dans leur domaine en France : Look (équipementier sportif) et Textilot (prêt-à-porter). Elle entend désormais se spécialiser et étoffer différentes filières qui constituent ses pôles d'excellence : sous-traitance automobile principalement (U-Shin à Nevers, Faurecia à Cercy-la-Tour).
Nevers est le siège de la Chambre de commerce et d'industrie de la Nièvre. Elle gère l’aéroport de Nevers-Fourchambault « La Sangsue ». Des liaisons par hélicoptère relient Nevers au circuit de Nevers Magny-Cours pour le Grand Prix de France de Formule 1 et une ligne « Nevers - Dijon » par avion avait été ouverte avec un vol hebdomadaire.
En 2015, afin de lutter contre la vacance commerciale, la municipalité a créé un poste de manager commerce et artisanat chargé de revitaliser les commerces au centre-ville.

## Culture locale et patrimoine

### Lieux et monuments

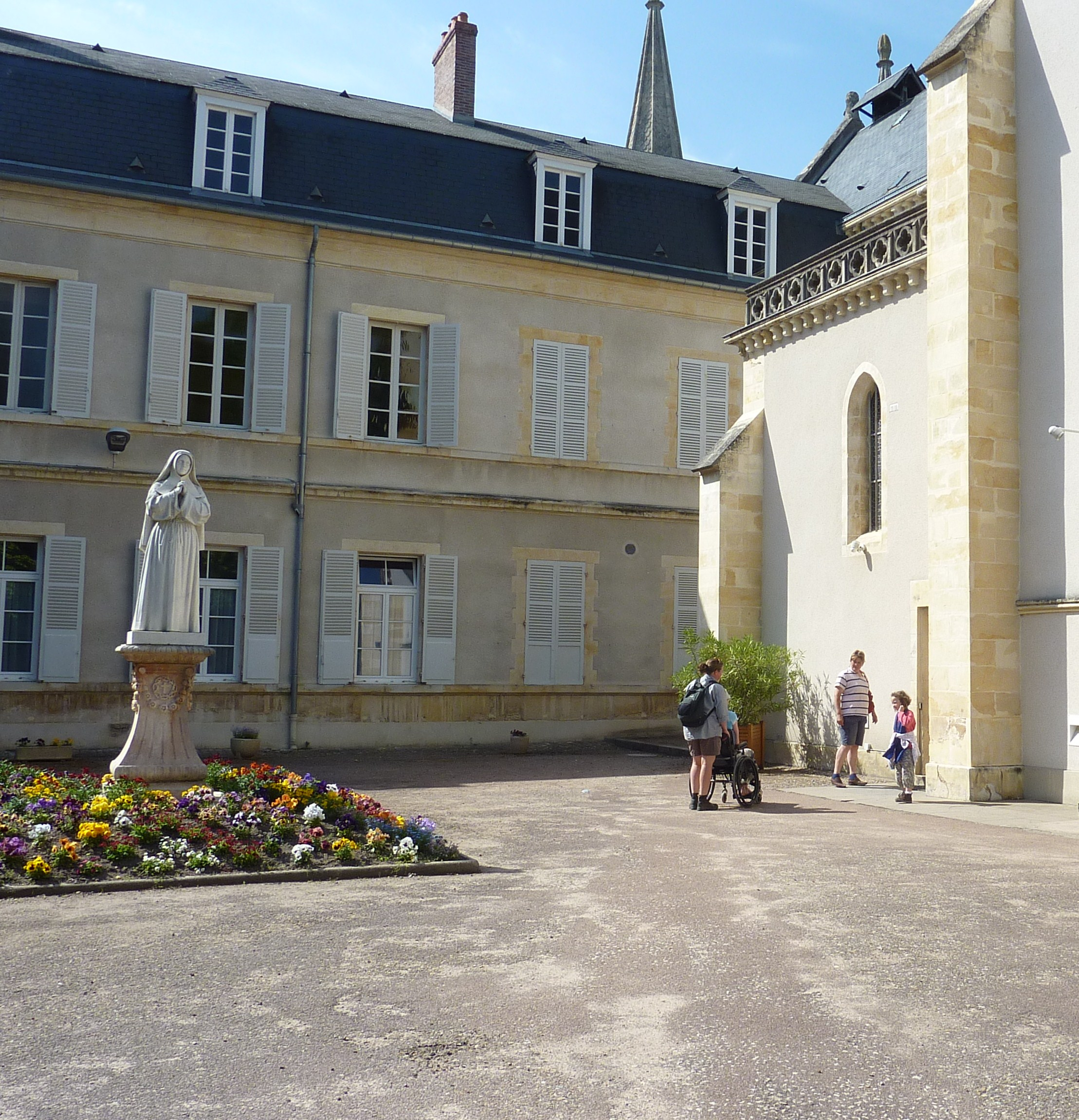
Chapelle du couvent Saint-Gildard où mourut Bernadette Soubirous, de Lourdes.

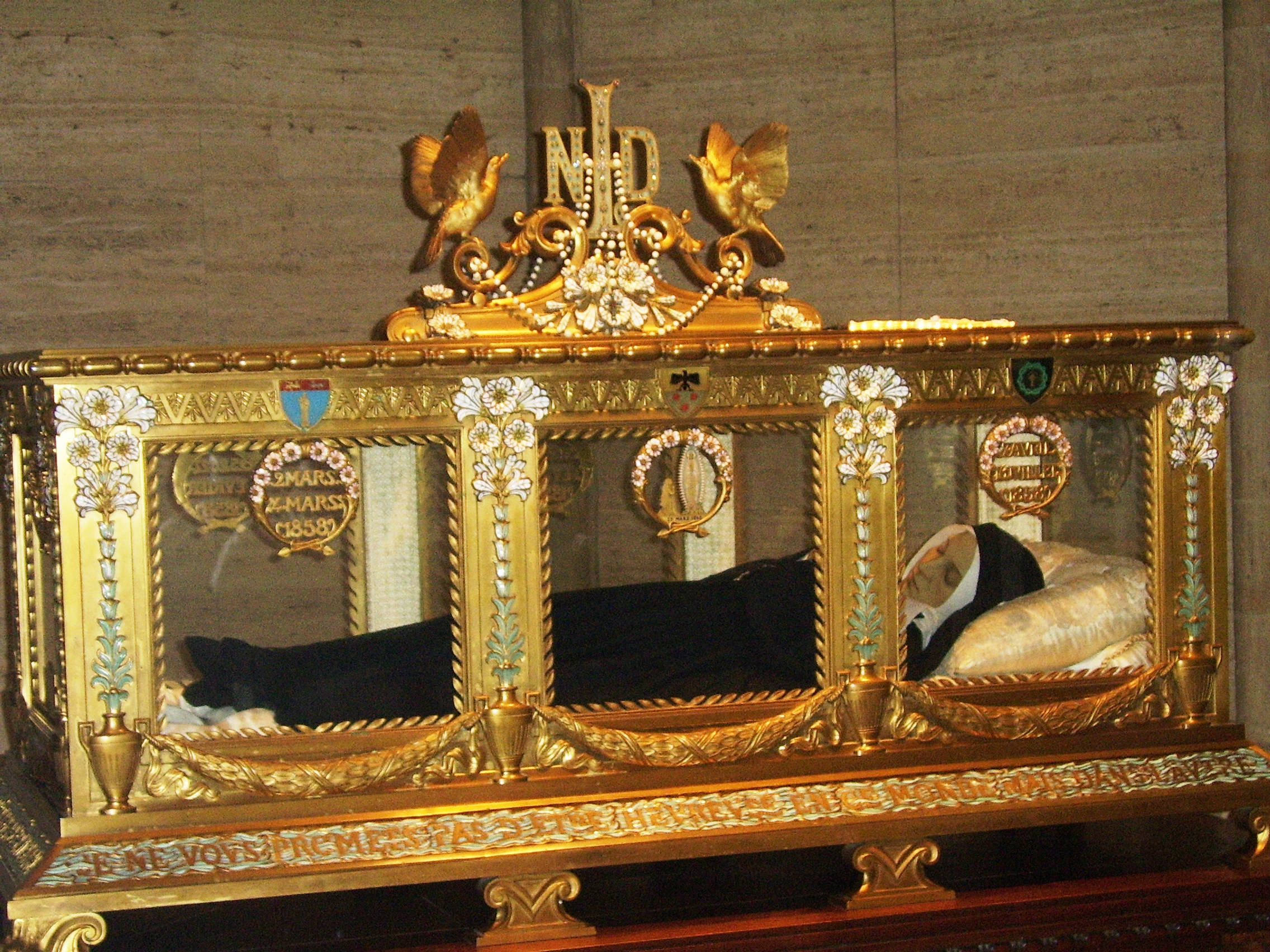
La châsse de Sainte Bernadette de Lourdes dans la chapelle du couvent Saint-Gildard de Nevers.

Nevers est classée ville d'art et d'histoire. La ville de Nevers, ou cité des Ducs, appartient à la fédération des sites clunisiens, carrefour d'un courant religieux et monastique important ; la châsse de Bernadette Soubirous, la voyante des apparitions de Lourdes, en est l'un des témoignages les plus remarquables.

#### Édifices religieux
- Espace Bernadette-Soubirous-Nevers : depuis 1925, le corps de Bernadette de Lourdes repose à l'intérieur d'une châsse en verre et en bronze, dans la chapelle dédiée au Sacré-Cœur. Aussi une statue représentant sainte Bernadette est érigée au cœur de l'espace Bernadette, au centre du musée, de la grotte et de la chapelle du couvent Saint-Gildard, rue Saint-Gildard.
- La cathédrale Saint-Cyr-et-Sainte-Julitte, rue de la Cathédrale : cette cathédrale, de style gothique, a la particularité de posséder deux chevets. Elle a en effet conservé dans sa partie ouest le chevet d'une église romane antérieure. Cette particularité d'assemblage roman et gothique résulte d'une reconstruction du bâtiment après un grave incendie à la fin de la période médiévale. L'édifice a été très fortement endommagé lors du bombardement du 16 juillet 1944 : seule la tour Bohier est restée entièrement debout. Tous les vitraux anciens ont été perdus (quelques-uns dataient du XIe siècle), de même qu'un autel sculpté par Jean Gautherin se trouvant dans la nef. Les vitraux actuels sont l'œuvre d'artistes contemporains (Jean-Michel Alberola, Claude Viallat, Gottfried Honegger, Raoul Ubac, François Rouan). Baptistère du VIe siècle, crypte archéologique[76].

- Ancienne abbaye de Fontmorigny , rue Fontmorigny ;
- Abbaye Saint-Martin de Nevers, abbaye de chanoines réguliers. Existait dès le VIIIe siècle, rétablie en 849, suivant la règle de Chrodegang de Metz, puis celle de saint Augustin ; en 1520 celle de la Congrégation de Saint-Victor puis celle de Sainte-Geneviève en 1630 et en 1633 à la Congrégation de France, (détruite) ;
- Église Notre-Dame de Nevers, rue Saint-Genest ; Abbaye Notre-Dame de Nevers ;
- Église Notre-Dame-de-Lourdes de Nevers, rue Saint-Bénin ;
- Église Sainte-Bernadette, rue Banlay, consacrée en 1966 dans le quartier du Banlay. Conçue par l'architecte Claude Parent et Paul Virilio, elle applique les principes de la fonction oblique. Son aspect extérieur fait penser à un blockhaus, qui contraste avec l'intériorité recueillie de l'église[76] ;
- Église Saint-Étienne, rue Saint-Étienne, chef-d'œuvre de l'époque romane, édifiée de 1066 à 1097. Chevet déambulatoire et large transept à arcs diaphragmes, nef à trois étages et tribunes voûtées en demi-berceau[76]. À l'intérieur : Vierge à l'Enfant à la colombe, en pierre avec des traces de polychromie, rouge sur la tunique de l'Enfant, noir sur la robe de la Vierge, elle provient de l'église Saint-Trohé, aujourd'hui disparue. Elle est datée du XIVe siècle, et  Classé MH (1962)[77] ; Prieuré Saint-Étienne de Nevers : reste l'église romane. Les tours de la façade sont abattues sous la Révolution ;
- Église Saint-Joseph des Montôts, rue du Commandant Pierre Paul Clerc ;
- Église Saint-Lazare, Faubourg du Grand Mouësse ;
- Église Saint-Pierre, rue des Ardilliers, ancienne chapelle du Collège des Jésuites, construite entre 1612 et 1676. Retable de marbre de Warin, peintures en trompe-l'œil de Gherardini et Sabatini, tableaux des frères Le Nain[76] ;
- Église Saint-Sauveur de Nevers, place Mossé ;
- Chapelle Notre-Dame-de-Pitié de Nevers, à L'hôpital, rue Colbert ;
- Chapelle des Oratoriens de Nevers , rue de l'Oratoire ;
- Chapelle Sainte-Marie, rue Saint-Martin, faisait partie de l'ancien monastère des Visitandines. Elle n'est plus affectée au culte. Façade baroque de 1639, autel et retable baroques datant de 1641[76] ;
- Chapelle Saint-Sylvain, rue Mademoiselle Bourgeois, chapelle d'une ancienne maladrerie du XIIIe siècle. Décor peint d'origine (XIIIe siècle - XIVe siècle) couvrant la quasi-totalité des murs et voûtes. Elle accueille depuis 2010 les créations d'une dizaine d'artistes contemporains de renom[76] ;Pont sur la Loire à Nevers.

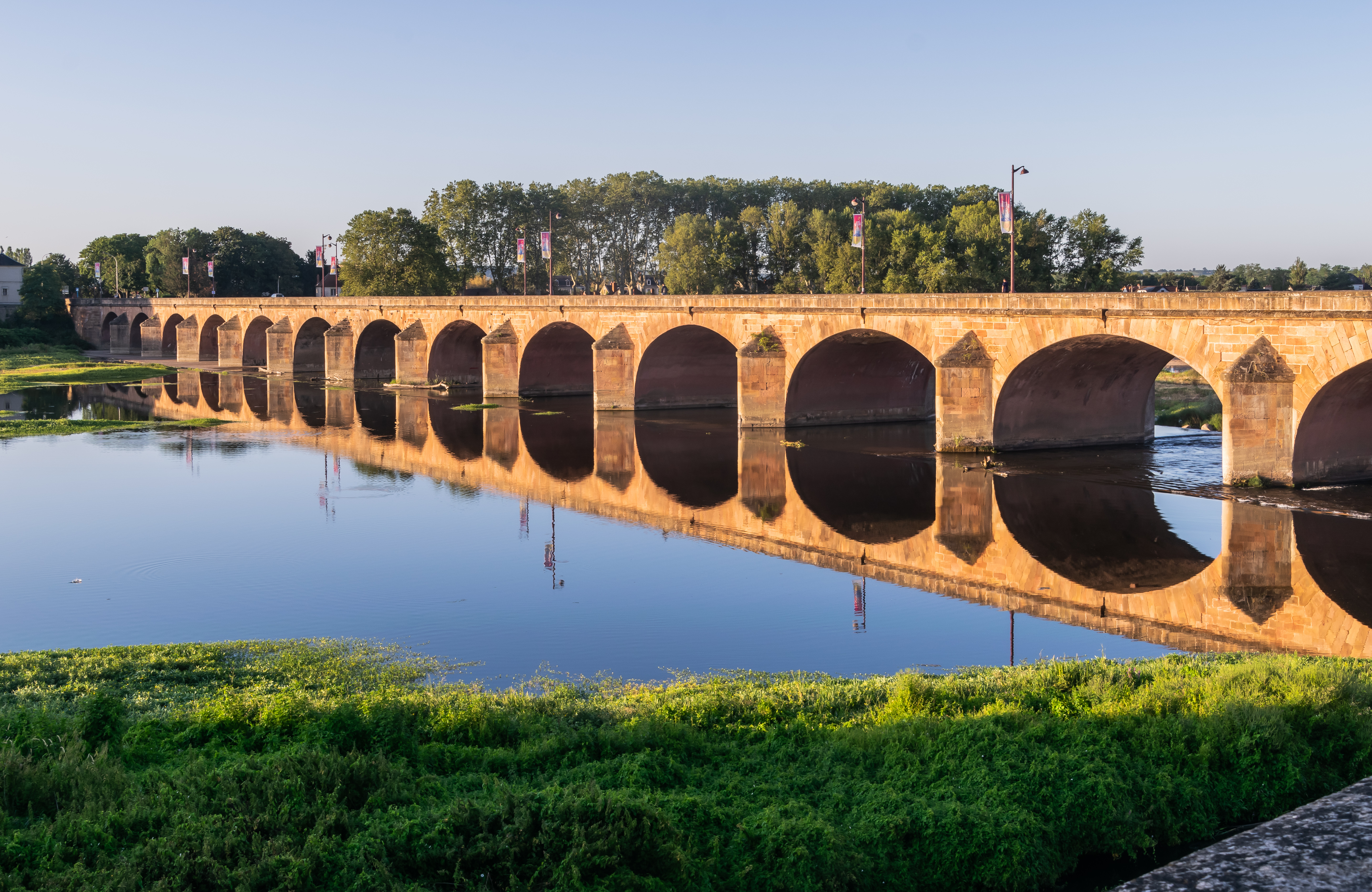
Pont sur la Loire à Nevers.

- Carmel de Nevers, rue Claude Perrin, le couvent des moniales carmélites déchaussées ;
- Couvent des Récollets, rue des Récollets ;
- Monastère de la Visitation à Nevers, route des Saulaies ;
- Petites sœurs des pauvres[78] au 11, rue Jeanne-Jugan, du nom de Jeanne Jugan, fondatrice de la congrégation des Petites Sœurs des pauvres ;
- Chapelle Sainte-Bernadette, rue De Lattre ;
- Chapelle, rue Hanoteau ;
- Chapelle du lycée professionnel Notre-Dame, rue Montapins ;
- Temple réformé, rue Vauban ;
- Centre évangélique protestant, rue de la Jonction ;
- Église évangélique, rue Charles-Roy ;
- Salle du royaume, Témoins de Jéhovah, Clos de la Pique.

#### Civils

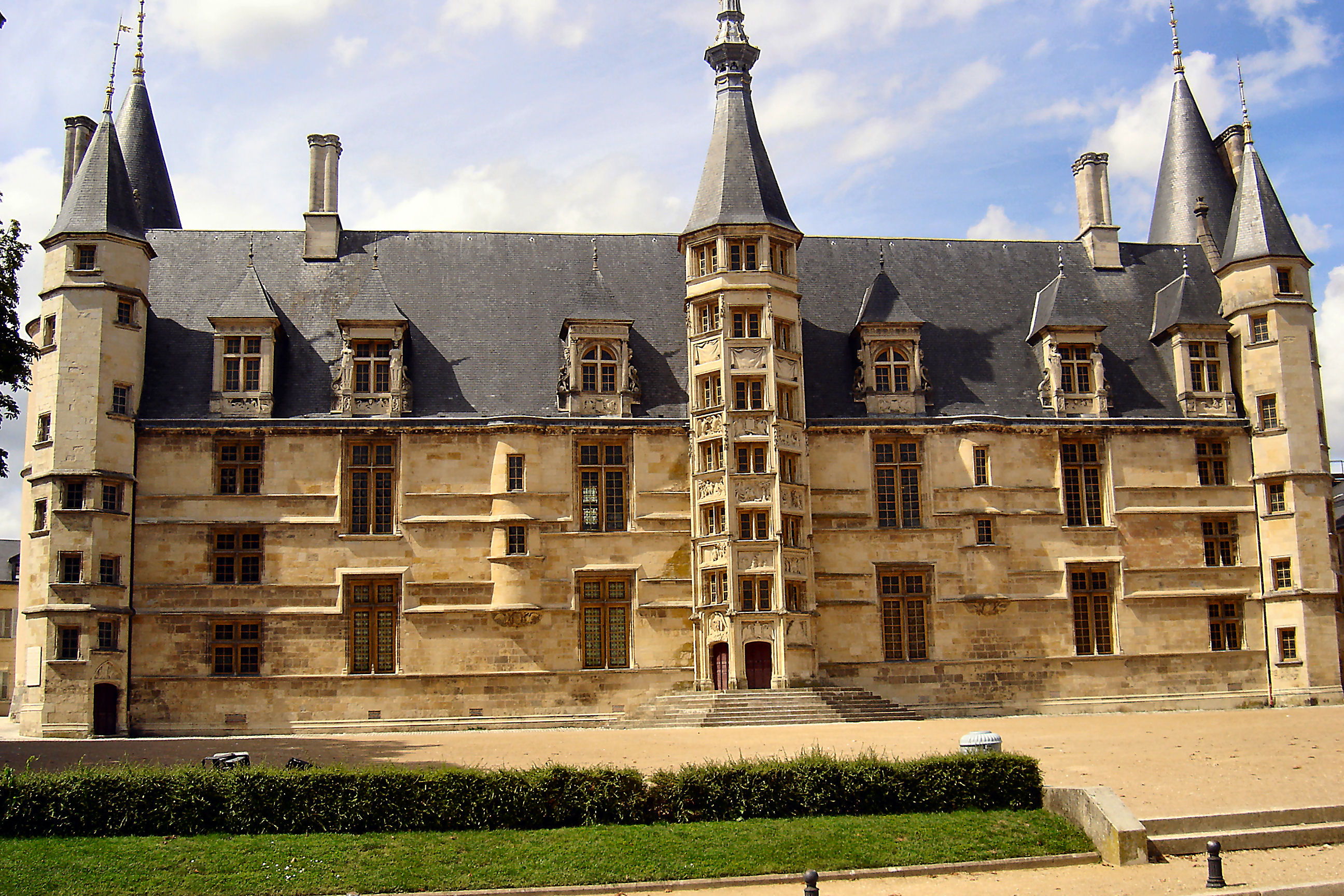
Le palais ducal.

- Le palais ducal, lieu de résidence des ducs de Nevers (Descendance Comte de Guiot) est considéré comme l'un des premiers châteaux de la Loire, avec sa large façade Renaissance encadrée de tourelles polygonales et de fausses draperies. La façade est conçue pour affirmer le prestige de la cité des ducs pour qui la découvrait depuis la Loire. Longtemps, il a accueilli le palais de justice. Rénové au début des années 1990, il est en partie affecté aux services municipaux et représente une annexe de l'hôtel de ville : principalement salle du conseil municipal Pierre-Bérégovoy. Il accueille également les visiteurs (nombreux aquariums présentant des poissons de la Loire, expositions). Il ouvre sur la place de la République, sommet de la butte de Nevers et qui recèle des ruines gallo-romaines.
- Porte du Croux (XIVe siècle) et tour Goguin : vestiges des anciens remparts.
- Porte de Paris (XVIIIe siècle) : arc de triomphe élevé pour célébrer la victoire de Fontenoy en 1745, il porte une épitaphe de Voltaire. Malheureusement, la Révolution l'a privé de toute sa décoration sculptée. La route nationale 7 passait dessous dans le sens province-Paris jusqu'en 1966.
- La rue François-Mitterrand (anciennement rue du commerce) allant de la Porte de Paris jusqu'à la rue du rivage et au quai de Mantoue, avec notamment le beffroi de Nevers (no 62), construit à la fin du XIVe siècle sous Philippe de Bourgogne et la place de l'Europe (hôtel de Rémigny des XVIIe et XVIIIe siècles).
- Musée de la Faïence et des Beaux-Arts de Nevers : le musée présente une grande collection de faïences, de verres émaillés dits « verres filés » et de beaux-arts du XVIe au XXe siècle.
- Les jardins maraîchers de la Baratte : situé en zone humide sur la rive droite de la Loire, ce site multiséculaire, empreint de traditions, évolue dans plusieurs ambiances : jardins maraîchers et potagers, longs fossés où vit l'agrion de Mercure (espèce de libellule protégée), fontaines, lavoir, longues maisons des maraîchers, jardin, flore et insectes de l'association St-Fiacre-Loire-Baratte.
- Ancienne caserne des pompiers de Nevers.
- Haut-lieu du sport automobile, Nevers accueillait chaque année le Grand Prix de France de Formule 1 sur le circuit de Nevers Magny-Cours, jusqu'en 2008, mais aussi le Bol d'or, compétition motocycliste.
- Le Stade du Pré Fleuri appartient au club de rugby l'Union sportive olympique nivernaise.

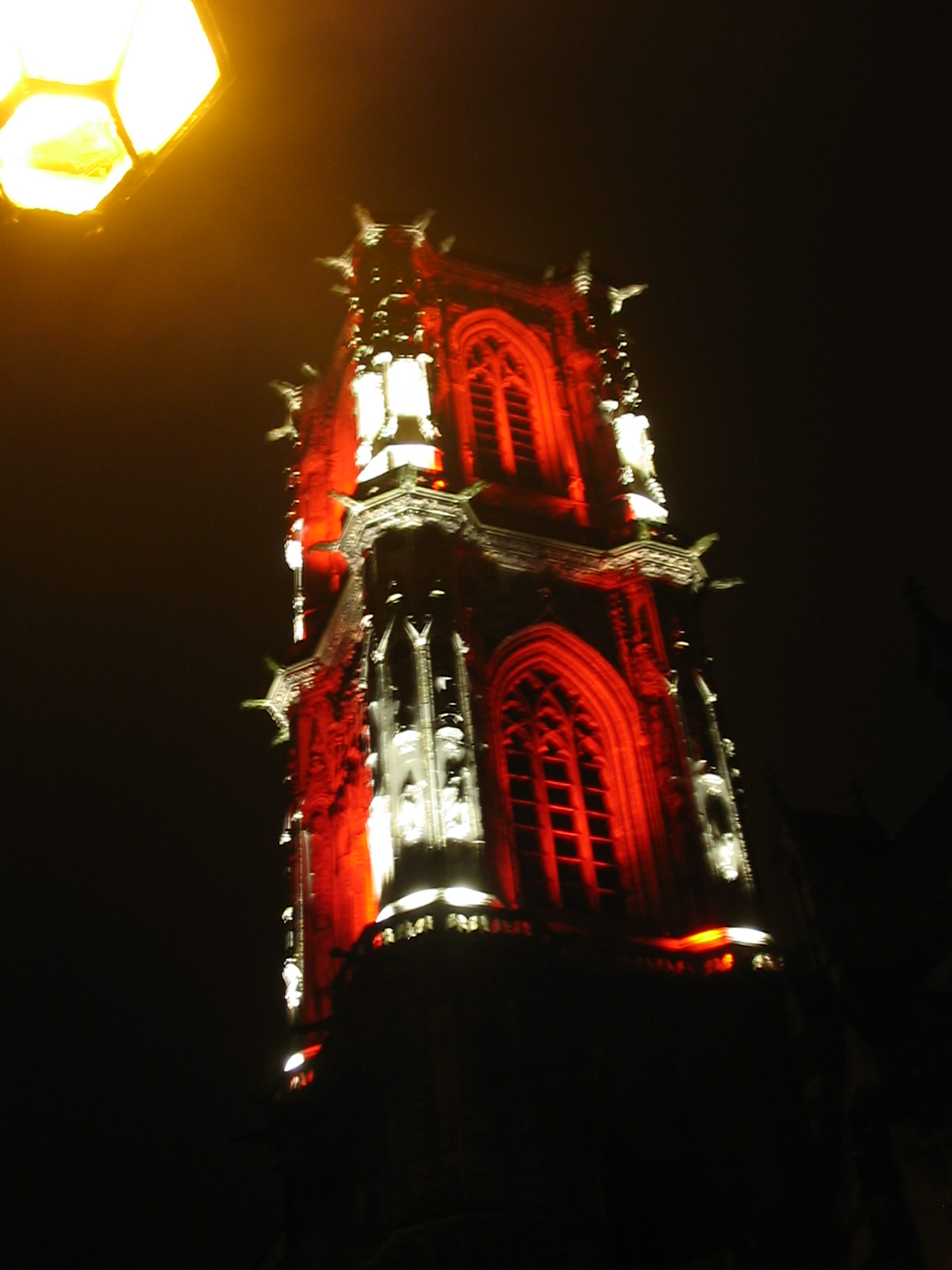
Tour de la cathédrale.
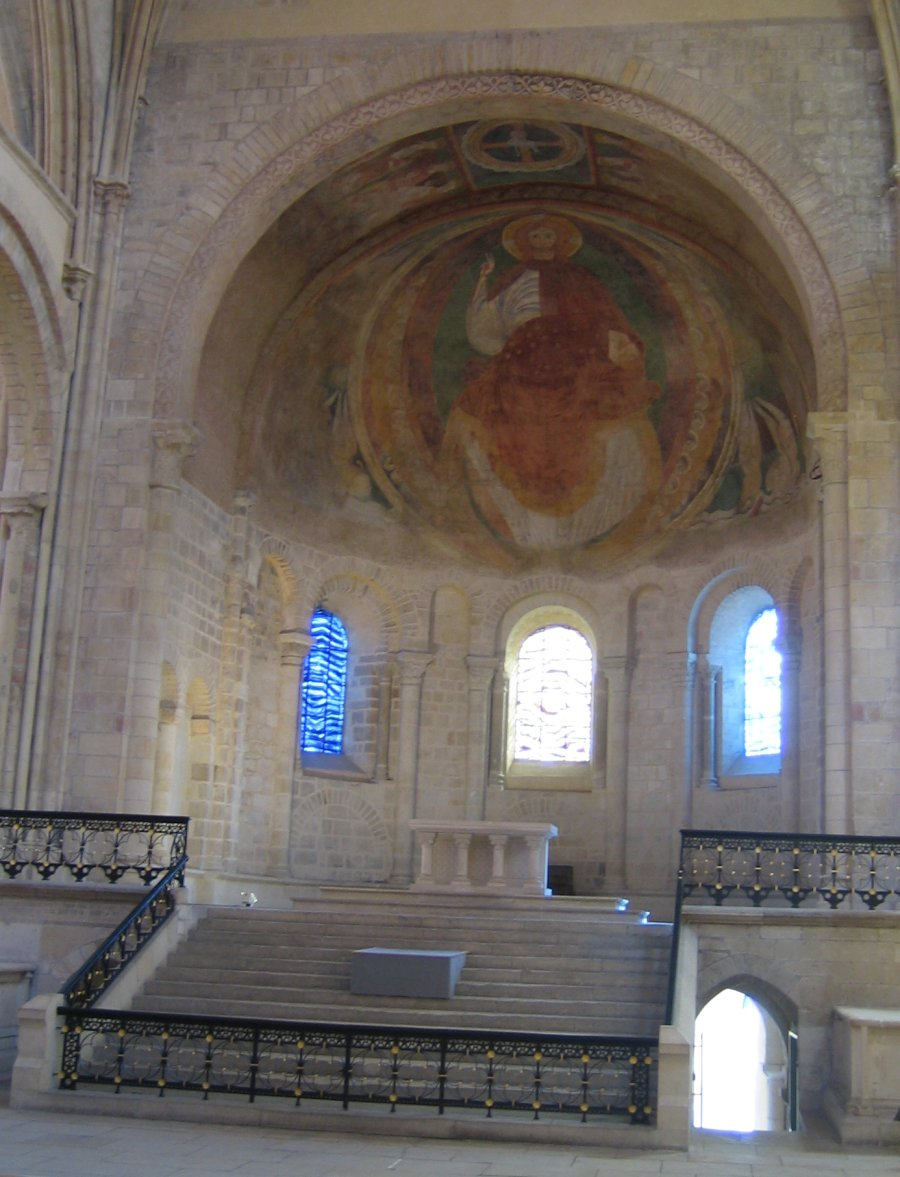
Le chœur roman de la cathédrale.
Église Sainte-Bernadette.
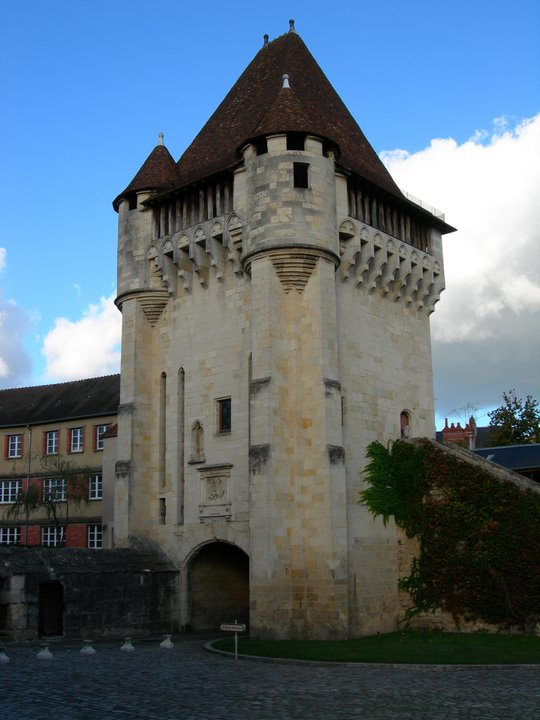
Porte du Croux.
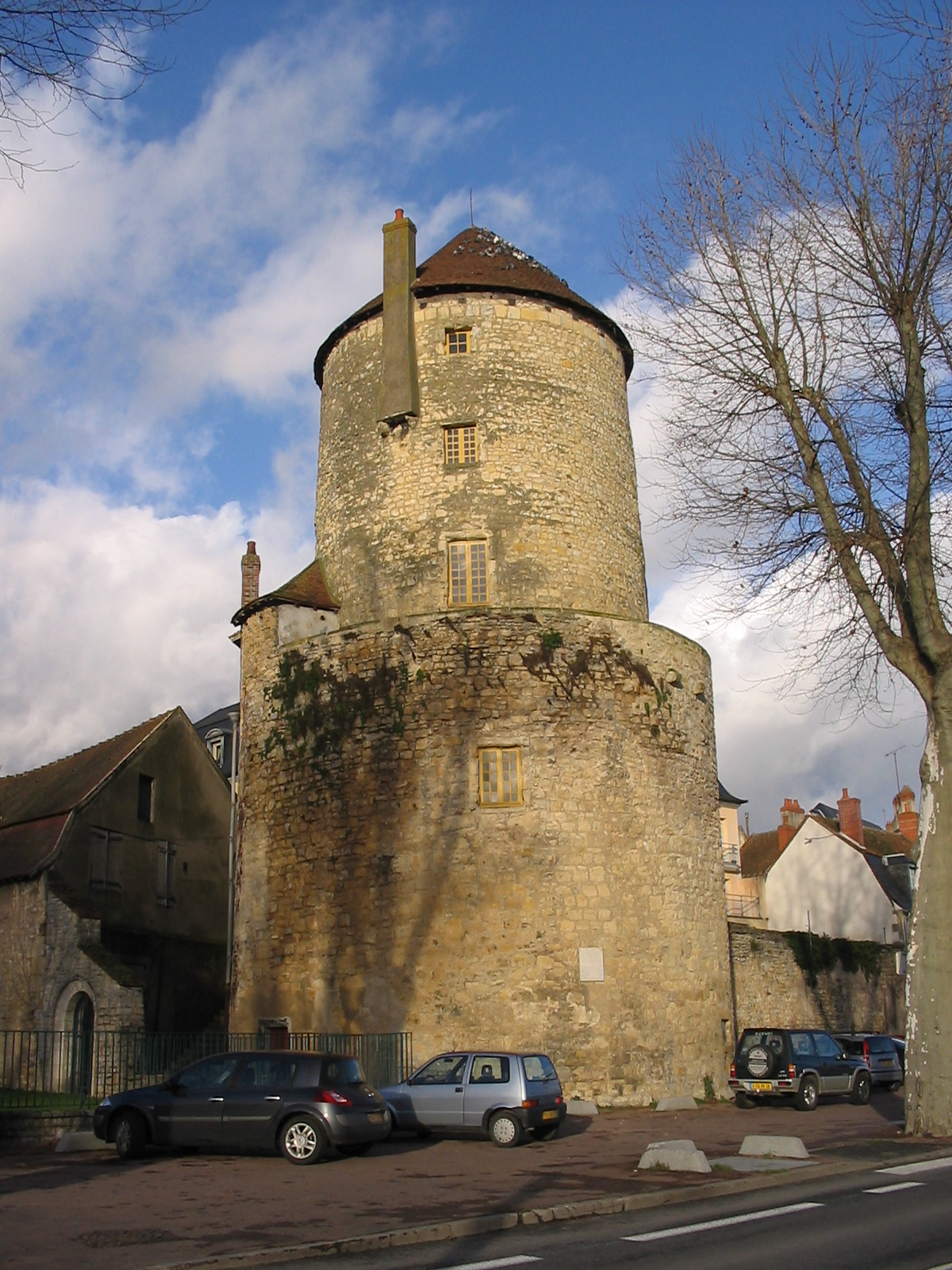
Tour Goguin.
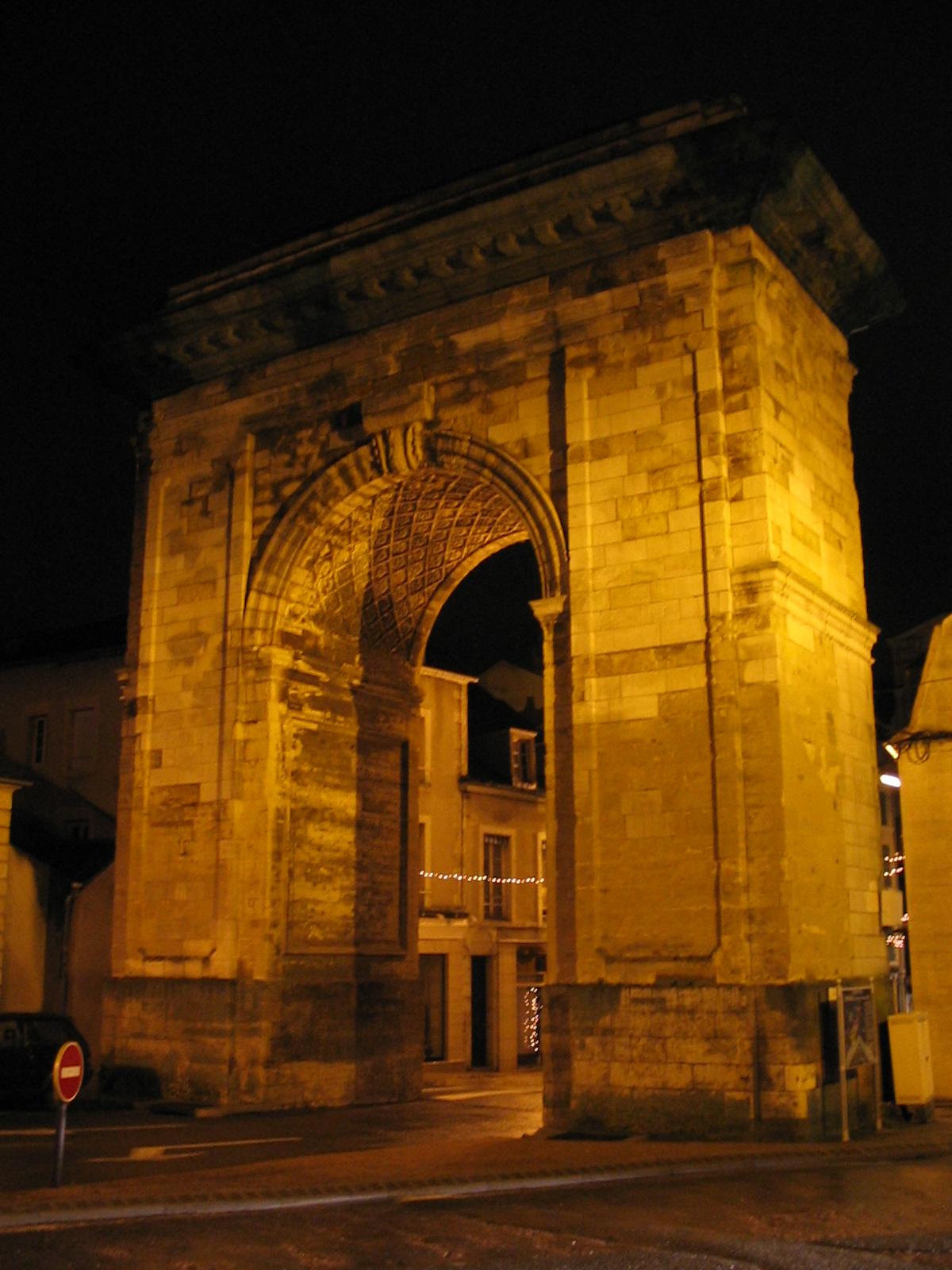
Porte de Paris.
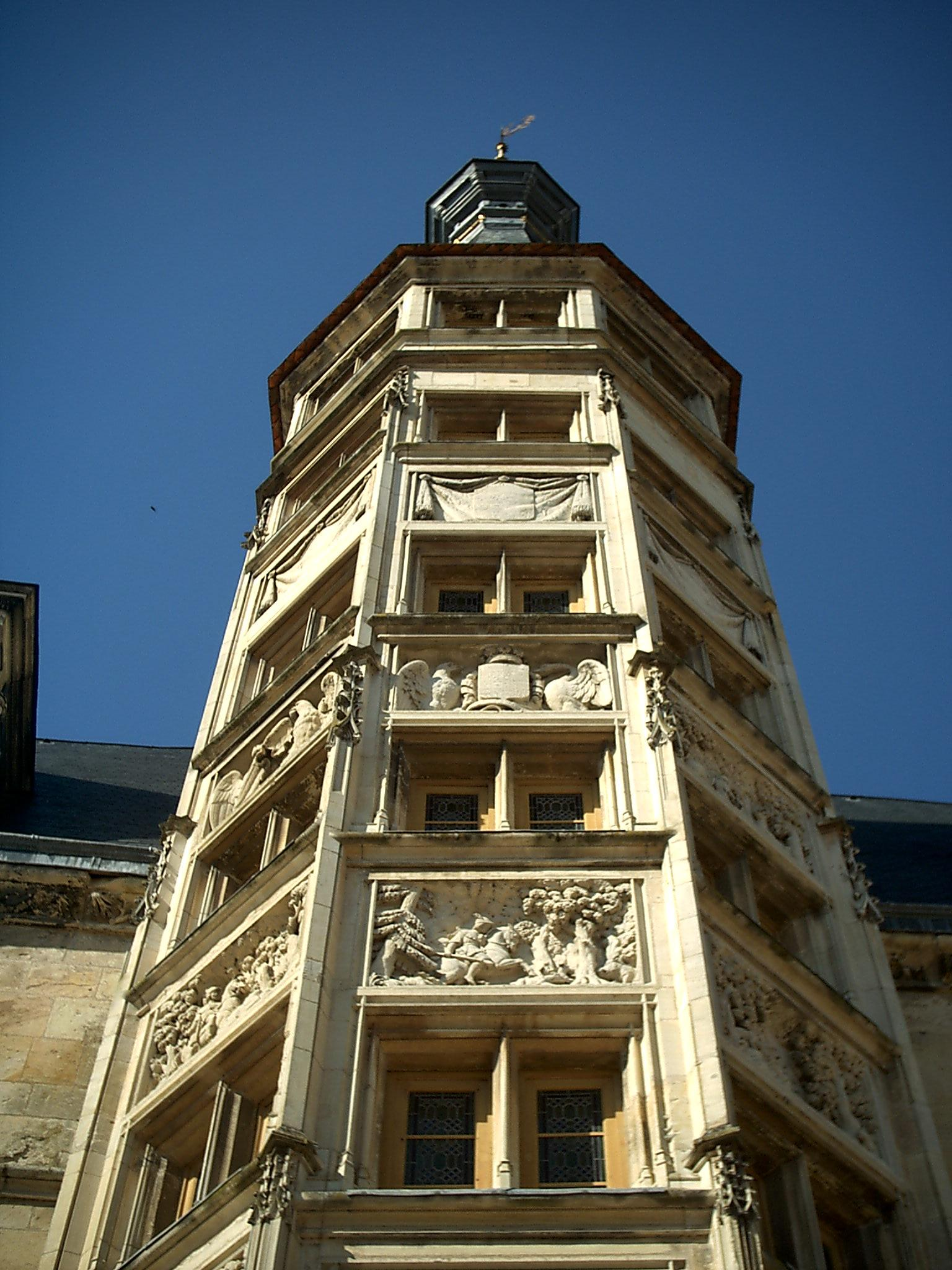
La tour principale de la façade du palais ducal.
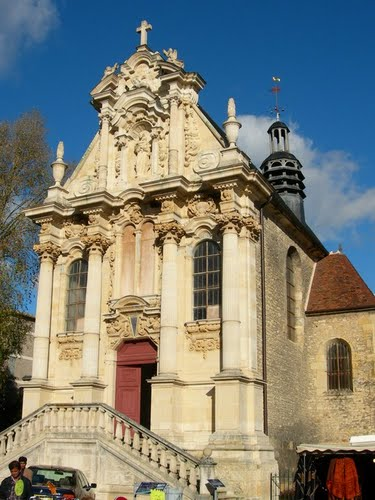
La chapelle Sainte-Marie.

La ville est récompensée par trois fleurs au concours des villes et villages fleuris.

### Pèlerinages
La ville est une étape de l'un des chemins français vers Saint-Jacques de Compostelle.

### Nevers en littérature et au cinéma et en musique
- Paul Féval a immortalisé "la botte de Nevers" grâce au chevalier de Lagardère héros de son roman feuilleton Le Bossu en 1857 ;
- C'est dans cette ville que Georges Simenon (1903-1989) a situé l'action de son roman Les Suicidés. L'auteur était le secrétaire du marquis de Tracy en 1923-1924 et l'accompagnait régulièrement à Nevers ;
- Dans le film Hiroshima mon amour (1959) d'Alain Resnais, d'après le scénario de Marguerite Duras, l'héroïne, originaire de Nevers, dévoile pour la première fois à son amant japonais l'histoire de son premier amour. C'était un soldat allemand, et elle dut subir une tonte publique humiliante lors de la Libération en 1944. Elle devient folle et est enfermée par ses parents dans la cave. Elle s'y trouve encore lorsque la bombe atomique tombe sur Hiroshima en août. C'est pourquoi il la surnomme Nevers, tandis qu'elle l'appelle Hiroshima. Certaines scènes sont tournées à Nevers, par exemple à l'église Saint-Étienne ;
- Nevers, sa cathédrale, son quartier commerçant et son fleuve sont l'un des décors principaux du film Conte d'hiver (1991) du cinéaste Éric Rohmer ;
- Nevers constitue le décor principal du film Rosalie Blum (2015) du cinéaste Julien Rappeneau[80],[81] ;
- Almarita de La Rue Ketanou, où sont évoquées les folles de Nevers ;
- Nevers était si bleu est une chanson du groupe Les Wampas, sur l'album Les Wampas sont la preuve que Dieu existe (2009).

### Personnalités liées à la commune

#### Le duché de Nevers
- Marie Louise de Gonzague-Nevers (1611-1667), reine de Pologne, épouse de Ladislas IV Vasa puis de Jean II Casimir Vasa ;
- Marie Casimire Louise de La Grange d'Arquien (1641-1716), reine de Pologne, épouse de Jean III Sobieski ;
- Louis-Jules Mancini-Mazarini, (1716-1798), duc de Nevers, ambassadeur, poète et académicien.

#### Personnalités nées à Nevers
- Adam Billaut dit Maître Adam, (1602-1662), menuisier et poète né à Nevers (ou à Saint-Benin-des-Bois).
- Marie Casimire Louise de La Grange d'Arquien (1641-1716), voir section « duché de Nevers ».
- Pierre de Frasnay (1676-1753), écrivain.
- Pierre Marie Jérôme Trésaguet (1716-1796), ingénieur français, créateur du corps des cantonniers.
- Étienne Gounot (1732-1800), représentant du tiers-état de Nevers en 1789, et retenu pour l'ensemble du Duché du Nivernais.
- Philibert Fougère (1734-1792), religieux et homme politique né à Nevers, député du clergé aux États généraux de 1789, victime des massacres de Septembre.
- Jean-Claude Flamen d'Assigny (1741-1827), agronome et maire de Nevers (1793-1795).
- Pierre Marandat d'Olliveau (1742-1812), homme politique né à Nevers, député du tiers état aux États généraux de 1789.
- Pierre François Lhermitte d'Aubigny (1745-1810), général des armées de la République, né et décédé dans la commune.
- Jacques Léonard Laplanche (1755-1817), député de la Convention nationale, né dans la commune.
- Jean-François de Bourgoing (1748-1811), diplomate et mémorialiste.
- Simon Robert (1762-1827), général des armées de la République et de l'Empire.
- Pierre-Gaspard Chaumette (1763-1794), procureur syndic de la ville de Paris.
- Pierre Auguste Adet (1763-1834), médecin et diplomate.
- Joseph-Henri Réveillé-Parise (1782-1852), médecin français.
- Louis Charles Roche (1790-1875), médecin français.
- Louis Vicat (1786-1861), ingénieur, inventeur du ciment artificiel.
- Achille Carimantrand (1795-1878), militaire, commerçant et maire de Nevers (1849).
- Gabriel Aristide Passot (1797-1875), peintre français.
- Augustin Crosnier (1804-1880), ecclésiastique et érudit.
- Gustave Mathieu (1808-1877), poète et chansonnier.
- Auguste Alexandre Ducrot (1817-1882), général.
- Émilie Mathieu (1818-1904), femme de lettres et compositrice, sœur du poète Gustave Mathieu.
- Jean Breloux (1823-1893), inventeur et constructeur des machines agricoles Breloux.
- Louis Dauvergne (1828-1899), peintre, né au château de Vesvres à Rouy et décédé à Nevers, ou il habitait chez sa sœur 4 place de la République, depuis 1894. Il est inhumé dans le caveau familial à Montapas.
- François Pittié (1829-1886), général et homme de lettres.
- Cyprien Girerd, homme politique né à Nevers en 1832, mort en 1916 ; nommé préfet par Gambetta en 1870, député, sous-secrétaire d'État.
- Marie-Alexandrine Mathieu (1832-1906), peintre, nièce du poète Gustave Mathieu.
- Edme Penauille, dessinateur et graveur, né dans cette ville en 1835.
- Albert Duvivier (1842-1927), graveur et illustrateur.
- Marc-François Balandreau (1843-1915), homme politique, maire de Melun de 1891 à 1901, député de 1893 à 1910.
- Gustave-Joseph Witkowski (1844-1922), médecin et écrivain.
- Louis Pauliat (1847-1915), homme politique, sénateur du Cher de 1887 à 1915.
- Annette Poulard, alias la mère Poulard, née Annette Boutiaut, le 16 avril 1851, rue du Mouesse (ses parents travaillaient dans le maraîchage), décédée le 7 mai 1931. Célèbre pour son omelette au Mont Saint-Michel
- Paulin Enfert (1853-1922), philanthrope et militant catholique.
- Charles Rabot (1856-1944), explorateur.
- Émile Chénon (1857-1927), historien et archéologue.
- Lucienne Signoret-Ledieu (1858 - 1904), sculptrice
- Auguste Matisse (1866)-1931), peintre officiel de la Marine.
- Victor Gautron du Coudray (1868-1957), poète, historien, peintre et géologue.
- Francis Guyonnet (1869-1956), chroniqueur et écrivain.
- Fernand Chalandre (1879-1924), graveur.
- André Deslignères (1880-1968), peintre et graveur.
- René Plard (1888-1945), homme politique.
- Paul Minot (1899-1980), homme politique (président du Conseil municipal de Paris en 1961-1962, sénateur de Paris de 1968 à 1977) et écrivain.
- Louis Francis (1900-1959), écrivain, lauréat du prix Renaudot en 1934.
- Marcel Montarron (1902-1994), journaliste français.
- Raoul Follereau (1903-1977), journaliste et écrivain, fondateur de la Fondation Raoul-Follereau de lutte contre la lèpre.
- Michel Vieuchange (1904-1930), explorateur et écrivain.
- Paul Jourdier (1907-1995), officier de cavalerie[82], Compagnon de la Libération[83].
- Henry Bouquillard (1908-1941), aviateur abattu au-dessus de Londres, Compagnon de la Libération[84].
- Jean Royer (1920-2011), député-maire de la ville de Tours de 1959 à 1995, ministre en 1973-1974 (Commerce puis PTT).
- Henri Virlogeux (1924-1995), acteur.
- Jean-Pierre Harris (1930-2010), homme politique et écrivain.
- Jean Laudet (1930-), céiste, champion olympique en 1952.
- André Lardrot (1932-), hautboïste.
- André Harris (1933-1997), journaliste, réalisateur et producteur, frère du précédent.
- Jean-Charles Willoquet (1944-1990), braqueur célèbre.
- Jean-Luc Moreau (1944-), comédien et metteur en scène.
- Roselyne Bachelot-Narquin (1946-), ministre de l'environnement (2002-2004), députée européenne, vice-présidente du conseil régional des Pays de la Loire, vice-secrétaire national de l'UMP, ministre de la Santé, de la jeunesse et des sports en 2007, ministre de la Culture en 2020.
- Zazie Varnel (1946-), chanteuse.
- Guy Savoy (1953-), chef-cuisinier à Paris.
- Alain Lebas (1953-), kayakiste, médaillé olympique.
- Claude Lévêque (1953-), artiste plasticien.
- Jean-Yves Cendrey (1957-), écrivain.
- Thierry Guerrier (1959-), journaliste, un des animateurs de l'émission C dans l'air
- Jean-Luc Revol (1960-), comédien, metteur en scène, directeur de la Maison de la Culture de Nevers.
- Bruno Martini (1962-2020), footballeur, ancien gardien de but de l'équipe de France ; a débuté à l'ASA Vauzelles puis à la JGA Nevers.
- Yves Charnet (1962-), écrivain.
- Yann Moix (1968-), écrivain et réalisateur.
- Kilien Stengel (1972-), auteur gastronomique.
- Eric Bouvelle (1972-), accordéoniste.
- Da Silva (1976-), chanteur.
- Joseph d'Anvers (1976-), chanteur.
- Julien Roturier (1978-), écrivain.
- Gauthier Grumier (1984-), épéiste né à Nevers et ayant fait ses débuts au Cercle Nevers Escrime.
- Lucie Pierrat-Pajot (1986-), autrice de littérature jeunesse.
- Alexandre Oukidja (1988) Footballeur professionnel au poste de gardien au FC Metz et international avec l'équipe d'Algérie avec laquelle il devient champion d'Afrique en 2019
- Félix Maritaud (1992) acteur.

#### Personnalités nées dans l'agglomération neversoise
- Miguel Martinez (1976-), champion olympique, du monde, d'Europe et de France de vélo cross-country (originaire de Fourchambault).
- Lenny Martinez (2003-), fils de Miguel Martinez et lui aussi cycliste professionnel, est originaire de Marzy et a débuté au CC Varennes-Vauzelles.

#### Personnalités décédées à Nevers
- Jean II Casimir Vasa (1609-1672), roi de Pologne.
- Pierre d'Autancourt (1771-1832), général des armées de la République et de l'Empire.
- Claude Tillier (1801-1844), pamphlétaire et romancier.
- Augustin Crosnier (1804-1880), ecclésiastique et érudit.
- Lucien Gueneau (1832-1908), homme politique, capitaine de cavalerie et écrivain.
- Victor Gueneau (1835-1919), historien du Nivernais. Une promenade de la ville porte son nom.
- Gustave Jean Louis Mohler, (1836-1920), sculpteur, céramiste et artiste peintre français, professeur à l’École Municipale des Arts de Nevers[85],[86].
- Bernadette Soubirous ou sainte Bernadette (1844-1879) est morte comme moniale à la congrégation des Sœurs de la Charité de Nevers (son cercueil vitré est visible à l'Espace Bernadette).
- Raoul Toscan (1884-1946), homme de lettres et artiste peintre, conservateur de la Bibliothèque de Nevers de 1923 à 1945.
- Romain Baron (1898-1985), homme de lettres et écrivain, habita Nevers, rue Marceau, où il mourut. Une rue lui a été dédiée à côté du lycée de la communication Alain-Colas.
- Paul Frankeur (1905-1974), acteur.
- Maurice Bardin (1921-2010), pianiste, chef d'orchestre, compositeur, amateur d'art, auteur du Dictionnaire des peintres, sculpteurs et graveurs nivernais, directeur de la Philharmonie de Nevers de 1980 à 1988[87].
- Pierre Bérégovoy (1925-1993), Premier ministre (1992-1993), maire de Nevers (1983-1993). Il s'est suicidé le 1er mai 1993 à Nevers et est décédé lors de son transfert à l'hôpital du Val de Grâce.
- Raymond Chanel (1908-1999), médecin O.R.L. et résistant français, membre de l'Armée des Volontaires.
- Guy Ligier, (1930-2015), pilote automobile français. Il a participé à treize Grands Prix de Formule 1, obtenant un point au Championnat du monde des pilotes grâce à sa sixième place au Grand Prix d'Allemagne 1967. Il est plus connu pour avoir fondé son écurie de course de Formule 1, Ligier, qui courut pendant les années 1970 à 1990. L'écurie est ensuite achetée par Flavio Briatore, qui la revend à Alain Prost en 1997, lequel la rebaptise Prost Grand Prix.

#### Personnalités liées à la ville
- Jules Renard (1864-1910), écrivain, fut élève au lycée de Nevers, qui porte aujourd'hui son nom, de 1875 à 1881 ;
- Georges Duhamel (1884-1966), écrivain, fut élève au lycée de Nevers en 1899-1900 ;
- Paul Couderc (1899-1981), astronome et vulgarisateur scientifique ;
- Yves Gomy (né en 1942), entomologiste (histéridologue), y réside depuis 2001.
- Jean-Charles Willoquet (1944-1990), truand médiatique, a été coiffeur à Nevers et « lieutenant » de Jacques Mesrine ;
- Les Tambours du Bronx, groupe de percussions urbaines, originaire de Varennes-Vauzelles, dont les membres ont, jusqu'en 1992, organisé leurs répétitions à Nevers ;

### Blasonnement
| Blason | Blasonnement : « D'azur semé de billettes d'or, au lion d'or, armé et lampassé de gueules, brochant sur le tout. » |